# Kiến trúc Đà Lạt
Đà Lạt là phường may mắn sở hữu nhiều di sản kiến trúc giá trị, ví dụ như bảo tàng lưu trữ kiến trúc thuộc địa thế kỷ XX,... Từ một đô thị nghỉ dưỡng do người Pháp xây dựng, qua hơn một thế kỷ, Đà Lạt ngày nay đã trở thành một phường du lịch nổi tiếng với hơn 200 nghìn người dân, trung tâm chính trị, kinh tế và văn hóa của tỉnh Lâm Đồng và vùng Tây Nguyên. Lịch sử phát triển quy hoạch đô thị Đà Lạt nửa đầu thế kỷ XX dường như gắn liền với sự phát triển nghệ thuật quy hoạch đương đại của thế giới. Từ chương trình xây dựng của Toàn quyền Paul Doumer, đồ án tổng quát áp dụng phương pháp quy hoạch phân khu chức năng của thị trưởng đầu tiên Paul Champoudry, đến những bản quy hoạch của các kiến trúc sư Hébrard năm 1923, Pineau năm 1933, Mondet năm 1940 và Lagisquet năm 1943, Đà Lạt luôn hiện lên như một thành phố nghỉ dưỡng miền núi kiểu mẫu với cảnh quan thiên nhiên tươi đẹp. Tuy chứa đựng những quan điểm đôi khi khác biệt, nhưng các đồ án quy hoạch thành phố luôn mang tính kế thừa lẫn nhau và được điều chỉnh để phù hợp với điều kiện thực tế từng thời kỳ. Với sự nhất quán trong việc thực thi ý tưởng xây dựng một thành phố cảnh quan, các kiến trúc sư người Pháp đã tạo nên những đặc điểm nổi trội của kiến trúc đô thị Đà Lạt – như quy hoạch đô thị theo bố cục tự do, hạn chế can thiệp vào địa hình, các con phố uốn lượn theo đồi núi và thung lũng, những phân khu chức năng bố trí linh hoạt... – ít có thể thấy ở những thành phố khác của Việt Nam.
Với lịch sử hơn 100 năm, Đà Lạt tuy không phải một thành phố cổ kính nhưng cũng đã xây dựng được cho mình không ít những công trình kiến trúc độc đáo, đa dạng về thể loại và phong phú về phong cách. Những công trình kiến trúc xuất hiện dưới thời thuộc địa đều có cơ sở thiết kế phù hợp với điều kiện tự nhiên của địa phương và điều kiện sinh hoạt của cư dân. Tuy Đà Lạt mang dấu ấn của các nhà kiến trúc người Pháp, nhưng những kiến trúc sư này khi sáng tác, thiết kế các công trình cũng đã chịu ảnh hưởng của đặc điểm thiên nhiên, đặc biệt là những điều kiện về khí hậu, thời tiết và cảnh quan môi trường nơi đây. Trải qua một thời gian dài xây dựng thành phố, phong cách kiến trúc của các công trình đã có nhiều thay đổi, từ phong cách kiến trúc thuộc địa tiền kỳ đơn giản, đến phong cách Tân cổ điển, phong cách kiến trúc địa phương Pháp, và phong cách kiến trúc hiện đại. Bên cạnh các công trình kiến trúc Pháp, kiến trúc Đà Lạt còn trở nên đa dạng hơn nhờ những ngôi chùa, thiền viện mang đậm nét Á Đông, những công trình mang nét kiến trúc của cư dân bản địa và những công trình do các kiến trúc sư Việt Nam thiết kế. Dù chịu ảnh hưởng bởi nhiều phong cách kiến trúc khác nhau, nhưng hầu hết các công trình nổi tiếng của Đà Lạt đều hòa hợp với thiên nhiên, tạo nên những nét chấm phá trong bức tranh cảnh quan của phường.
Tuy vậy, sau một thời gian dài phát triển thiếu quy hoạch và buông lỏng quản lý, kiến trúc đặc sắc của Đà Lạt đã chịu nhiều biến dạng. Những ngôi nhà xây cất trái phép, không phù hợp với quy hoạch, những công trình quy mô lớn phá vỡ cảnh quan, những ngôi nhà ống, nhà hộp xuất hiện dày đặc ở khu vực trung tâm, những khu rừng nội ô bị tàn phá... tất cả đã khiến bộ mặt kiến trúc của thành phố trở nên nhem nhuốc. Không ít những công trình kiến trúc giá trị chịu sự tàn phá của thời gian mà không có được sự bảo tồn chu đáo, nhiều ngôi biệt thự cổ bị bỏ hoang hoặc biến thành chung cư, nhà trọ. Năm 2010, chính quyền tỉnh Lâm Đồng thông báo quyết định mời một nhóm kiến trúc sư thuộc Viện Thiết kế quy hoạch đô thị Paris và một công ty thiết kế quy hoạch khác của Pháp thực hiện quy hoạch lại Đà Lạt.

## Lịch sử quy hoạch đô thị

### Đồ án quy hoạch đầu tiên
Năm 1897, Toàn quyền Paul Doumer quyết định xây dựng một thành phố trên cao nguyên Lâm Viên, nơi nghỉ dưỡng dành cho những người Pháp tại Đông Dương. Khi còn ở Hà Nội, Paul Doumer đã cho thiết lập một "Chương trình xây dựng đầu tiên cho Đà Lạt" với chức năng: Đà Lạt sẽ trở thành nơi nghỉ dưỡng cho những kiều dân và công chức với đường giao thông thuận lợi và dễ dàng; Đà Lạt là một trung tâm hành chính và doanh trại quân đội quan trọng, sẽ quy tụ một phần quân đội dự bị để được huấn luyện có đầy đủ sức khỏe, phòng khi cần đến. Theo dự định của Paul Doumer khi đó, Đà Lạt sẽ là một thành phố hoàn chỉnh với đầy đủ các công trình kiến trúc, công sở, trường học, doanh trại quân đội... Trong bản đồ quy hoạch, các công trình quan trọng như dinh Toàn quyền, sở cảnh sát, tòa công sứ, khu công chính, bệnh viện, nhà ở công chức, doanh trại quân đội, khu giải trí, trường học... đều đã được bố trí cụ thể. Nguồn nước được dự trù cho một đô thị 10 ngàn dân và có thể lên tới 40 ngàn trong tương lai. Điện sẽ được cung cấp từ một nhà máy thủy điện công suất 2.760 mã lực ở vùng thác Ankroet. Những nét chính của đô thị tương lai được vạch theo các con đường mòn sẵn có của cư dân bản địa. Thành phố được bố trí ở phía nam dòng suối Cam Ly, còn phần phía bắc dành cho doanh trại quân đội. Trong dự định Paul Doumer, Đà Lạt không chỉ là nơi nghỉ dưỡng mà còn đóng vai trò một trung tâm hành chính và giáo dục. Thế nhưng Toàn quyền Paul Doumer trở về Pháp năm 1902 khiến toàn bộ công trình xây dựng bị dừng lại vì thiếu kinh phí, Đà Lạt bước vào một thời kỳ ngủ quên kéo dài hơn 10 năm.
Vào năm 1906, thời kỳ nơi đây vẫn còn là một địa điểm hoang vắng, thị trưởng đầu tiên của Đà Lạt Paul Champoudry đã thiết lập một đồ án tổng quát kèm theo Dự án chỉnh trang và phân lô cho thành phố trong tương lai. Áp dụng phương pháp quy hoạch phân khu chức năng rất hiện đại thời kỳ đó, Paul Champoudry dự định thành phố sẽ nằm ở tả ngạn phía nam dòng suối Cam Ly, nơi có địa hình phù hợp để xây dựng các công trình đô thị thiết yếu, còn phần hữu ngạn được dành cho doanh trại quân đội. Trung tâm hành chính và dịch vụ công cộng sẽ cùng nằm trong một khu, thuận tiện cho việc phục vụ và đảm bảo an ninh, đồng thời giúp dễ dàng tạo dựng một bộ mặt đô thị khang trang. Ở gần trung tâm thành phố, trung tâm thương mại và chợ sẽ được thiết lập, bên cạnh các khách sạn và khu giải trí. Theo dự định của Paul Champoudry, các con đường chính của thành phố sẽ được thiết kế với bề rộng 20 mét, các đường hạng hai sẽ rộng 16 mét, còn các nhánh đường phụ rộng 12 mét. Phần lớn đồ án này đã được thực hiện và hình thành nên những nét chính của đô thị Đà Lạt ngày nay. Nhưng đến thập niên 1920, khi công cuộc kiến thiết thành phố được thực hiện mạnh mẽ, Toàn quyền Đông Dương nhận thấy cần xây dựng một đồ án quy hoạch mới để thay thế cho bản sơ phác của Champoudry.

### Đồ án của Hébrard

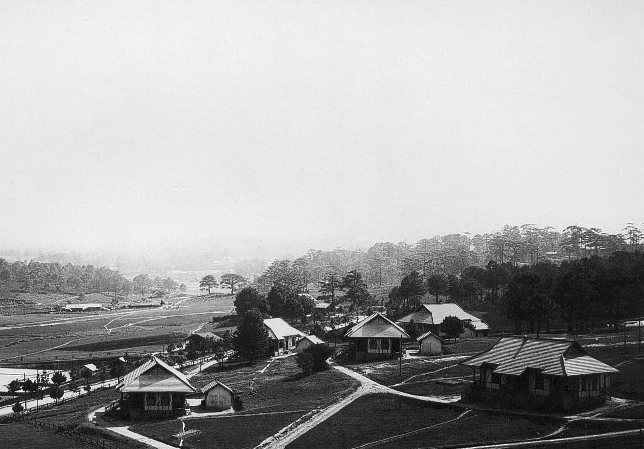
Quang cảnh Đà Lạt khoảng cuối thập niên 1920, khu vực gần khách sạn Dalat Palace ngày nay.

Năm 1921, Toàn quyền Maurice Long giao trách nhiệm cho kiến trúc sư Ernest Hébrard thiết lập đồ án quy hoạch thành phố với nhiệm vụ thiết kế: Phát triển Đà Lạt từ một nơi nghỉ dưỡng thành thủ đô hành chính của Liên bang Đông Dương khi cần thiết. Với nhiệm vụ này, Đà Lạt sẽ không chỉ bao gồm những cơ quan hành chính của chính quyền trung ương mà còn phải đáp ứng đủ nhu cầu để thiết lập các doanh trại quân đội. Sau hai năm nghiên cứu, tới năm 1923, kiến trúc sư Ernest Hébrard hoàn thành đồ án, được Toàn quyền Maurice Long phê duyệt và đưa vào áp dụng từ tháng 8 cùng năm đó. Đà Lạt của Ernest Hébrard được quy hoạch theo quan điểm của các nguyên tắc "Quy hoạch thành phố vườn" và "Quy hoạch thuộc địa", sẽ là một thành phố nghỉ dưỡng miền núi kiểu mẫu. Những vấn đề phức tạp trong việc phát triển đô thị Đà Lạt lần đầu được đặt ra và nghiên cứu một cách tổng hợp và kỹ lưỡng. Kiến trúc sư đặc biệt quan tâm tới việc bảo vệ cảnh quan và bố cục không gian thẩm mỹ của thành phố. Trong đồ án, ý tưởng xuyên suốt của Ernest Hébrard là "thành phố trong cây cỏ và cỏ cây trong thành phố", Đà Lạt sẽ là một đô thị sinh thái vắng bóng các ống khói công nghiệp.
Trên một vùng thiên nhiên rộng lớn của cao nguyên Lâm Viên, Ernest Hébrard bố trí thành phố trong một không gian vừa phải, khoảng 30 ngàn hecta. Đó là diện tích hợp lý cho một đô thị quy mô 30 đến 50 ngàn dân và việc xây dựng chỉ được phép trong phạm vi này. Đường vòng Lâm Viên chạy quanh thành phố, vừa là đường ranh giới, vừa là đường giao thông phục vụ cho nhu cầu du lịch, ngoạn cảnh. Phía bên ngoài ranh giới này, vùng thiên nhiên sẽ được giữ gìn hoang sơ, hoàn toàn không có sự hiện diện của các công trình xây dựng. Điểm nổi bật trong đồ án của kiến trúc sư Ernest Hébrard là phương án giải quyết vấn đề cảnh quan đô thị. Tác giả sử dụng dòng suối Cam Ly như trục cảnh quan trung tâm, kết hợp cùng hệ thống các hồ nhân tạo nằm uyển chuyển theo địa hình với những con đường bao quanh men theo sườn các thung lũng. Bố cục chính của thành phố được tổ chức dựa trên trục cảnh quan này, mỗi hồ nước là một trung tâm cảnh quan của các công trình trong một phân khu chức năng. Trục đường xương sống kéo dài từ nhà ga xe lửa tới thác Cam Ly, dựa theo đường đỉnh của địa hình, ngày nay là các tuyến đường Hùng Vương, Trần Hưng Đạo, Trần Phú và Hoàng Văn Thụ. Đứng trên tuyến đường này nhìn về phía bắc sẽ thấy một quang cảnh ấn tượng với hồ Xuân Hương, đồi Cù, một cánh rừng trải dài và núi Lang Biang ở cuối phía xa.
Trung tâm công cộng của thành phố được bố trí trên một đoạn của trục đường chính, các công trình tòa thị chính, ngân khố, sở cảnh sát, bưu điện... nằm bao quanh một quảng trường công cộng. Bên cạnh đó còn có thể thấy nhà thờ, trường học, thư viện, các khách sạn, văn phòng du lịch... cùng khu thương mại của người Pháp. Dinh Toàn quyền, Cao ủy phủ và Viện điều dưỡng nằm xa hơn về phía tây nam trên một ngọn đồi cao, khu vực Dinh III ngày nay. Phía nam suối Cam Ly, các đường Trần Hưng Đạo, Quang Trung, Phan Chu Trinh, Hoàng Văn Thụ... là khu vực biệt thự dành cho người Pháp, được phân lô thành ba hạng: từ 2.000 m² đến 2.500 m², từ 1.000 m² đến 1.200 m² và từ 500 m² đến 600 m². Khu dân cư người Việt được bố trí một phần ở phía đông khu trung tâm, còn phần lớn tập trung quanh khu vực làng Việt Nam cũ phía hạ lưu hồ. Trong khu vực này sẽ có các công trình thiết yếu như chợ, trường học, bệnh viện, lò sát sinh, công viên, chùa chiền. Các dãy nhà liền căn được phép xây cất trong khu thương mại nhưng bị hạn chế xây dựng trong những khu dân cư. Nhà ga và đường xe lửa được bố trí gần lối vào của quốc lộ 20B, bên cạnh đó là khu vực dự kiến dành cho các khách sạn, kho hàng hóa và một số công xưởng. Đồ án quy hoạch của Ernest Hébrard ra đời năm 1923 và được áp dụng trong vòng gần 10 năm. Đến thập niên 1930, khi cuộc Đại khủng hoảng diễn ra, nền kinh tế khó khăn khiến giá trị áp dụng của đồ án Ernest Hébrard cần được xem xét lại.

### Đồ án của Pineau
Dự kiến Đà Lạt trở thành thủ đô của Liên bang Đông Dương đã không thành hiện thực, đồ án của Ernest Hébrard với tham vọng quá lớn trở nên không thực tế. Mặt khác, sau gần 10 năm thực hiện đã có những vấn đề phát sinh. Hồ Xuân Hương trở thành trung tâm của thành phố khiến việc phân lô biệt thự phía bắc hồ đe dọa làm hỏng tầm nhìn về phía Lang Biang. Khu vực dành cho người Pháp và người Việt không còn đáp ứng đủ nhủ cầu. Ngoài dự kiến của Ernest Hébrard, từ thập niên 1930, nhiều khu biệt thư như Saint Benoit, Cité Decoux, Cité Bellevue... hay các ấp Hà Đông, Nghệ Tĩnh... có khuynh hướng phát triển về hướng bắc. Khu vực rừng cảnh quanh và các khu nhượng địa trong trung tâm chiếm một diện tích quá lớn, làm trở ngại việc phát triển các trung tâm khác. Năm 1933, kiến trúc sư Louis Georges Pineau đã trình bày một nghiên cứu mới về "Chỉnh trang thành phố Đà Lạt".
Khác với đồ án của Ernest Hébrard, kiến trúc sư Louis Georges Pineau đưa ra một quan niệm thực tế hơn: Đà Lạt trước mắt chưa là thủ đô hành chính hay thủ đô mùa hè của Liên bang Đông Dương, chương trình phát triển thành phố vì thế cần được giới hạn lại. Trong nghiên cứu của Louis Georges Pineau, nguyên tắc định hướng vẫn là vấn đề bảo vệ cảnh quan đô thị. Kiến trúc sư đề nghị mở rộng hơn nữa các hồ nước và công viên, thiết lập các khu vực xây dựng phù hợp với cảnh trí và khí hậu địa phương. Để bảo vệ "tầm nhìn toàn cảnh cao nguyên với cảnh quan tuyệt vời", Louis Georges Pineau đề xuất tạo lập một vùng bất kiến tạo rộng lớn hình rẻ quạt có gốc từ Đà Lạt và tỏa về hướng núi Lang Biang, trong khu vực này sẽ là công viên rừng săn bắn hoặc công viên rừng quốc gia. Tuy không được chấp thuận, nhưng một số ý tưởng của kiến trúc sư Louis Georges Pineau đã được lưu ý và thực hiện sau này, đặc biệt cảnh quan đã được gìn giữ với những khoáng địa rộng lớn, chờ đón những dự án đầu tư trong tương lai. Đồ án của Louis Georges Pineau vẫn đặc biệt hấp dẫn và được những người kế nhiệm quan tâm nghiên cứu trong những dự án chỉnh trang đô thị Đà Lạt giai đoạn tiếp theo.

### Đồ án của Mondet

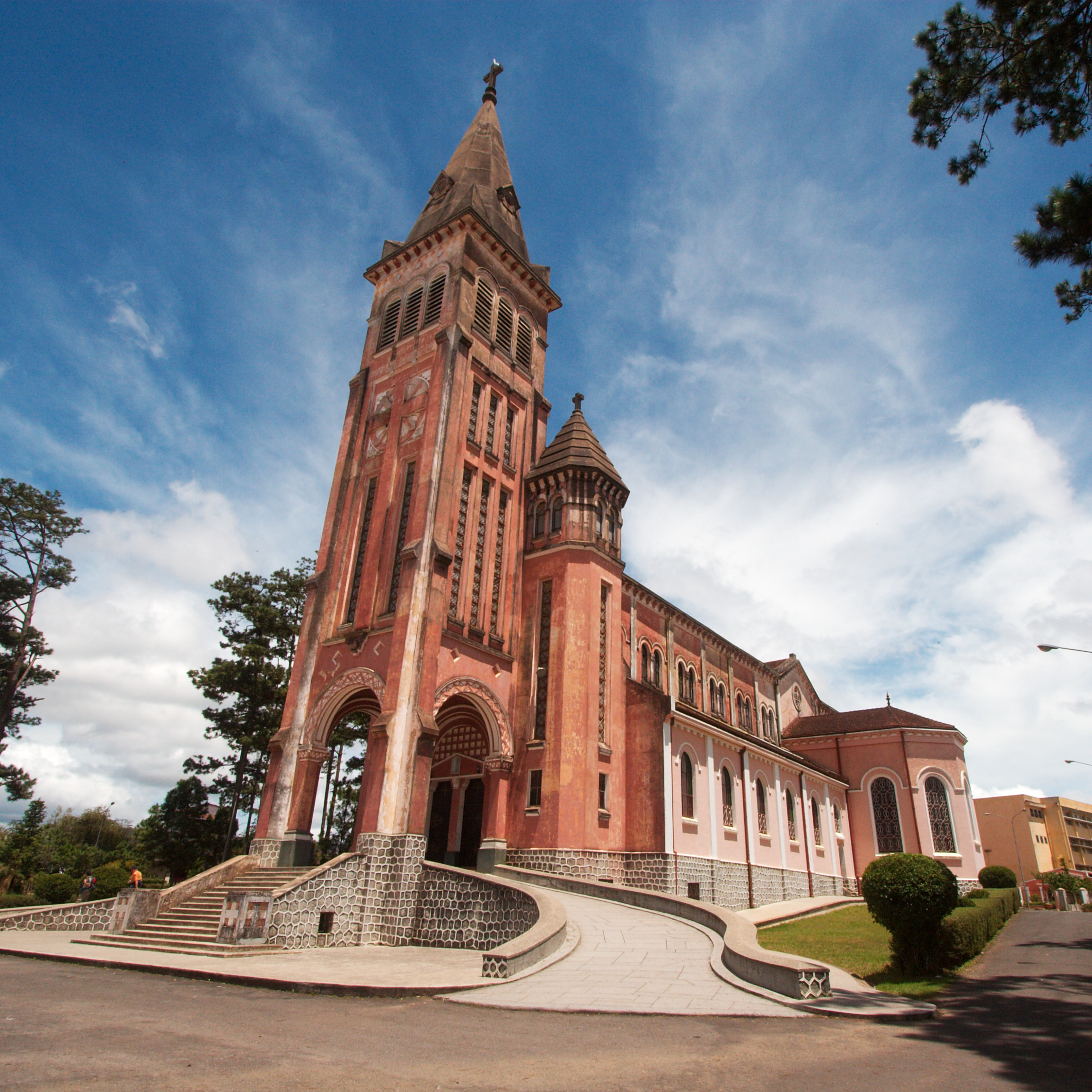
Nhà thờ chính tòa Đà Lạt, còn được gọi nhà thờ Con Gà, được khánh thành năm 1942.

Vào năm 1940, kiến trúc sư H. Mondet đưa ra "Tiền dự án chỉnh trang và phát triển Đà Lạt", phần nào trở lại quan điểm của Ernest Hébrard nhưng mang tính thực tế hơn. Mondet nhận xét: "Đà Lạt kéo dài quá mức từ tây sang đông, về cơ cấu chưa tạo thành một thể thống nhất. Điều này được lý giải vì người ta cảm thấy dễ dàng xây dựng dọc theo các con đường chính. Có một sự e ngại quá đáng khi người ta muốn bảo vệ cảnh quan bằng biện pháp mở rộng vùng cấm xây dựng quá lớn ở trung tâm thành phố. Đó là một nghịch lý cần xem xét. Muốn phát triển thành phố mà lại ngăn cấm xây dựng". Kiến trúc sư Mondet đã đề cập đến bài toán khó nhất cần giải quyết trong các đề án quy hoạch Đà Lạt: xây dựng và phát triển thành phố, nhưng vẫn bảo vệ được cảnh quan.
Mondet đề nghị không kéo dài thành phố, thay vào đó tổ chức họp nhóm lại, mở rộng bằng cách ưu tiên sử dụng những lô đất gần trung tâm và được phát triển chung quanh một trục. Những khoáng địa dành cho tương lai chiếm một phần quan trọng ở ngay trung tâm đô thị. Theo dự tính của Mondet, khu vực phân lô biệt thự cho người Pháp sẽ gồm 1.000 lô, kể cả những lô sẵn có. Khu vực dành cho người bản xứ đáp ứng khoảng 5.000 lô, khu ngoại ô gồm những khoáng địa rộng lớn được phân tách khoảng 1.500 đến 2.000 lô. Dự án chỉnh trang đô thị được Mondet chia thành bốn phần: giao thông, môi trường, khoáng địa và cây xanh, và cuối cùng là trung tâm công cộng. Mondet đề nghị giữ nguyên hướng và chiều rộng các con đường nội thị, chỉ cần mở rộng tầm nhìn nơi các khúc quanh. Một số nút giao thông chính và chuyển lối vào từ đèo Prenn đến Đà Lạt cần bố trí lại ở vị trí mà du khách sẽ được chiêm ngưỡng toàn cảnh thành phố khi đặt chân đến Đà Lạt. Hai bờ dòng suối Cam Ly cần chỉnh trang, có biện pháp dẫn dòng hợp lý hơn khi nước thoát ra từ hồ và xây dựng thêm một hồ tại thung lũng gần nhà ga xe lửa. Những khu vực khoáng địa vẫn được tôn trọng và được tổ chức thành những công viên, vườn trẻ, sân chơi thể thao, câu lạc bộ... nhưng vẫn đảm bảo tính bất kiến tạo cho khu vực này. Các trung tâm công cộng, hành chính được dự kiến hợp nhóm lại, còn trung tâm giải trí thể thao sẽ nằm ở phía nam Grand Lac, tức hồ Xuân Hương. Tuy không được áp dụng, nhưng nhiều ý kiến của Mondet trong bản tiền dự án đã được các nhà quy hoạch kế tục chọn lọc sử dụng trong các bản đồ án sau này.
Đà Lạt đầu thập niên 1940 đã là một đô thị xinh đẹp, hài hòa với những viễn cảnh rộng rãi và các khu vực được xây cất hoàn hảo. Nhưng Thế chiến thứ hai bùng nổ khiến dòng người tìm đến Đà Lạt ngày một đông, thành phố trở nên chật hẹp bởi sự phát triển quá độ và thiếu tổ chức, một vài khu dân cư được dựng lên gấp rút và tạm bợ. Toàn quyền Jean Decoux quyết định phải thiết lập một "Chương trình chỉnh trang và phát triển Đà Lạt" có hiệu lực pháp lý để điều chỉnh sự phát triển của thành phố theo một trật tự hợp lý và hài hòa. Nhiệm vụ này được giao cho Sở Quy hoạch Đô thị và Kiến trúc Trung ương nghiên cứu thực hiện.

### Đồ án của Lagisquet
Ngày 27 tháng 4 năm 1943, đồ án chỉnh trang Đà Lạt của kiến trúc sư Jacques Lagisquet cùng nhóm nghiên cứu được Toàn quyền Jean Decoux chấp thuận và đưa vào áp dụng. "Chương trình chỉnh trang và phát triển Đà Lạt" được nghiên cứu theo những định hướng tổng quát, từ đó ban hành các chương trình, quy chế cụ thể có tính pháp lý để thực hiện và phát triển thành phố một cách hài hòa hợp lý, từ tổng thể đến các chi tiết. Giống như Mondet, kiến trúc sư Jacques Lagisquet nhận thấy Đà Lạt có hình thể quá mảnh mai, khu gia cư không có bề sâu, thành phố thiếu đi sức sống và không có trung tâm hoạt động hấp dẫn để thu hút dân chúng. Các khu vực thương mại và trung tâm hành chính nằm phân tán, hầu như không đáp ứng được nhu cầu đương thời. Trái lại, Đà Lạt theo đồ án của Jacques Lagisquet sẽ được tổ chức thành một thể thống nhất, tập trung chung quanh hai trục đường khung sườn của thành phố và sự phát triển được dự tính sẽ về phía nam suối Cam Ly, theo hướng tây và tây bắc.
Trung tâm hành chính được tập trung lại theo trục chính, các cơ quan quan trọng được bố trí quanh hồ Xuân Hương: Văn phòng Toàn quyền nằm ở bờ đông, vị trí khách sạn Công đoàn ngày nay, Tòa thị chính ở bờ bắc và phía nam sẽ là Dinh Toàn quyền. Trung tâm thương mại của thành phố được tách thành hai khu vực: Khu thương mại người châu Âu trên đường Trần Phú, gần bưu điện hiện nay, còn khu Hòa Bình và đường Nguyễn Chí Thanh dành cho hoạt động thương mại của người Việt. Khu vực khách sạn nằm bên hồ Xuân Hương, giới hạn bởi đường Hồ Tùng Mậu và đường Trần Phú, có tầm nhìn hướng về phía hồ và núi Lang Biang, bên cạnh đó sẽ là khu giải trí và câu lạc bộ. Các trường học nằm rải rác trong thành phố và những cơ sở lớn đều có diện tích đất dự phòng để phát triển. Trung tâm văn hóa với thư viện, bảo tàng... được thiết lập ở khu vực trung tâm thành phố. Jacques Lagisquet dự trù một diện tích 540 hecta với khoảng 2.200 lô đất gần các trung tâm công cộng sẽ dành cho biệt thự của người châu Âu. Vấn đề khu dân cư người Việt – cho đến khi đó chỉ được bố trí ở những khu nhà tạm, khu vực phụ của thành phố – được giải quyết bằng nhiều phương án, dựa trên tính chất nghề nghiệp của người dân. Trước tiên, một khu thương mại với những dãy nhà phố nằm quây quần quanh chợ, tiếp đến khu biệt thự song lập và nhà liên kế dành cho công chức và thợ thủ công, những người vì công việc vẫn cần được bố trí gần trung tâm thành phố. Sau cùng, một vùng ngoại ô phía tây bắc và đông nam được dành cho các thôn ấp Việt Nam với dáng dấp nông thôn, quần tụ các gia đình sản xuất nông nghiệp hoặc làm các nghề thủ công. Người dân ở đây được tự do xây cất nhà cửa theo dạng nhà của miền quê Việt Nam mà không hề ảnh hưởng đến kiến trúc cảnh quan chung của thành phố. Để bảo vệ tầm nhìn về núi Lang Biang, Jacques Lagisquet tiếp tục duy trì những khoảng trống rộng lớn hình rẻ quạt với gốc ở hồ Xuân Hương, hướng về phía bắc. Một phần diện tích trong khu vực này được dành cho các công viên, sân golf, sân thể thao, sân cắm trại của thanh thiếu niên... vẫn bảo đảm tính bất kiến tạo của toàn bộ khu vực.
Về chức năng đô thị, đồ án Lagisquet đã làm rõ và nổi bật các đặc tính riêng của Đà Lạt: Trung tâm hành chính trung ương, thành phố nghỉ dưỡng, thành phố học đường, trung tâm văn hóa, du lịch... Kiến trúc sư Jacques Lagisquet đã giải quyết được vấn đề mâu thuẫn giữa tính tập trung của đô thị và tính tản mát của một thành phố vườn. Các phân khu chức năng được tổ chức hợp lý, phù hợp với thực tế và xác định cụ thể phạm vi của những không gian trống, những khu vực bất kiến tạo để bảo vệ cảnh quan thiên nhiên. Đồ án của Jacques Lagisquet cũng giải quyết nhu cầu nhà ở cho những di dân đang ngày một đông với những loại hình cư trú phù hợp với nghệ nghiệp của họ. Đà Lạt thời kỳ này bước vào giai đoạn cực thịnh của thời Pháp thuộc, nhiều công trình công cộng và tôn giáo tiếp tục xuất hiện, các ngôi chùa Linh Sơn, Linh Quang với nét kiến trúc Á Đông làm phong phú thêm kiến trúc cảnh quan của thành phố.

### Giai đoạn từ 1954 đến 1975

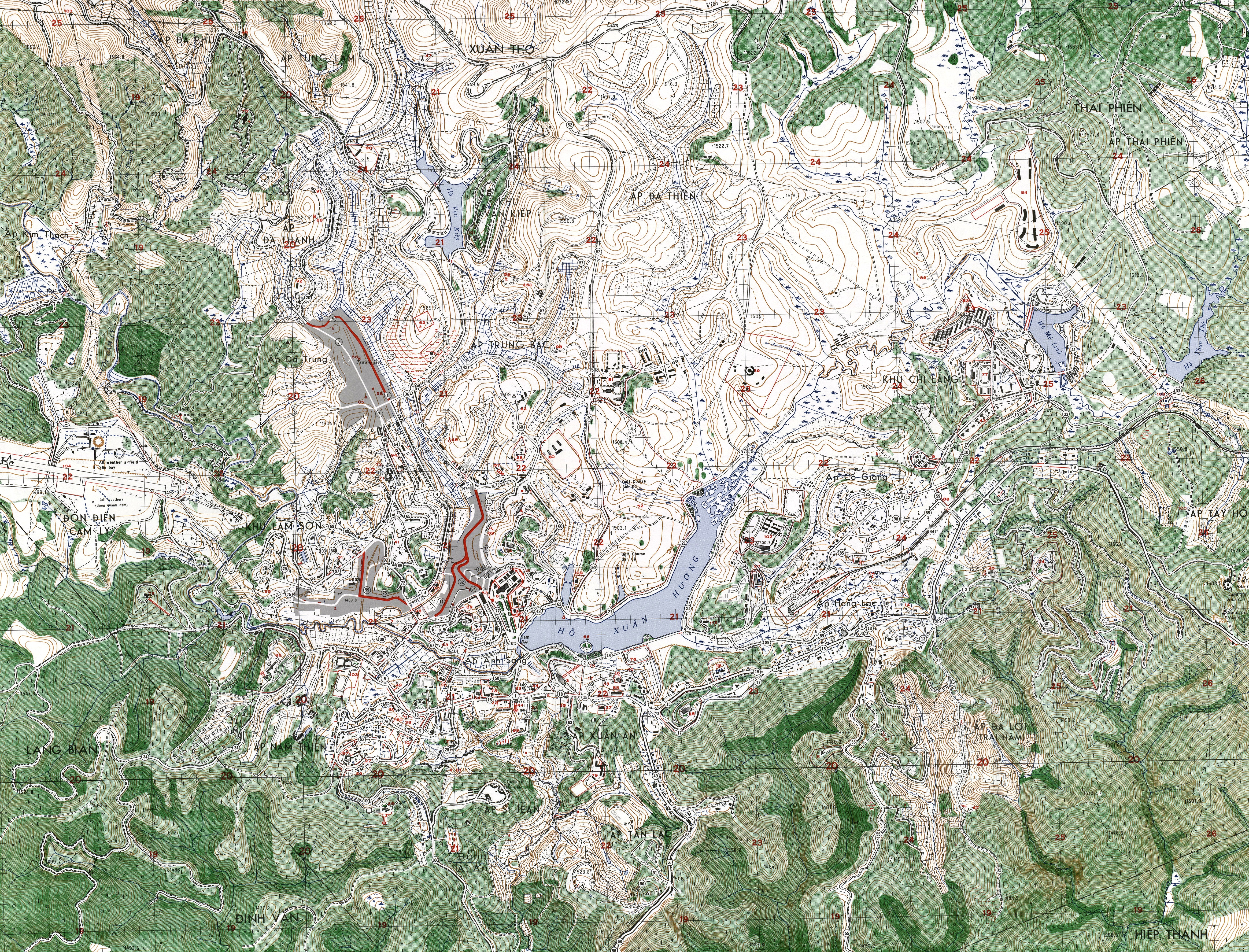
Bản đồ Đà Lạt năm 1963, có thể thấy ngoài hồ Xuân Hương còn ba hồ khác là Than Thở, Mê Linh và Vạn Kiếp.

Vào năm 1945, Đà Lạt đã có trên một ngàn biệt thự kiểu dáng phong phú, đa số được thiết lập theo trường phái kiến trúc địa phương Pháp và sử dụng những nguyên vật liệu tại chỗ như gạch, ngói, gỗ, đá... Mỗi ngôi biệt thự đều có khuôn viên rộng rãi, hợp thành một tổng thể đầy duyên dáng và đặc thù. Nhưng trong khoảng thời gian từ 1945 đến 1954, tình hình chính trị nhiều biến động phức tạp, giao thông trở ngại, dân số xáo trộn bởi những cuộc tản cư, Đà Lạt không có thêm nhiều công trình mới. Sau Hiệp định Genève năm 1954, người Pháp rời khỏi Đông Dương, Việt Nam bị chia cắt thành hai miền, Đà Lạt bước vào một giai đoạn phát triển mới với dân số đông hơn. Dưới thời Đệ Nhất Cộng hòa Việt Nam, chính quyền Tổng thống Ngô Đình Diệm có kế hoạch phát triển Đà Lạt tương đối quy mô, vấn đề chỉnh trang đô thị và xây dựng các công trình công cộng được đặc biệt quan tâm. Với điều kiện tự nhiên độc đáo, Đà Lạt được xác định không chỉ là nơi nghỉ dưỡng dành cho tầng lớp thượng lưu mà còn là một đô thị dành cho mọi người dân tới định cư, sinh sống. Thành phố khi đó được định hướng trở thành một trung tâm giáo dục lý tưởng, một địa điểm huấn luyện quân sự, nơi đào tạo và phát triển tôn giáo, và cũng là một vùng canh tác nông nghiệp. Nhằm ổn định cho một bộ phận di dân đang xuất hiện ngày càng đông, những ấp nông nghiệp mới như Thánh Mẫu, Tùng Lâm, Thái Phiên, Đa Thiện... đã được hình thành. Trong khi chờ đợi thiết lập một đồ án quy hoạch mới, chính quyền tiếp tục áp dụng đồ án của Jacques Lagisquet cùng một "Chương trình địa dịch", nghiên cứu biên soạn lại phù hợp với điều kiện thực tế để giải quyết nhu cầu xây dựng và đảm bảo tính liên tục của quyền tư hữu đất đai, bất động sản. Việc xây dựng các công trình công cộng, các sơ sở tôn giáo, quân sự... được tính toán dựa trên những phần đất công sản còn lại. Bộ mặt đô thị thời kỳ này được bổ sung bởi những công trình mang dáng vẻ hiện đại và do các kiến trúc sư Việt Nam thiết kế, như Viện Đại học Đà Lạt, Trường Võ bị Quốc gia, Trung tâm Nghiên cứu Nguyên tử, chợ Đà Lạt, Giáo hoàng Học viện.
Thập niên 1960, Đà Lạt một lần nữa chịu tác động bởi những biến cố chính trị. Cuộc đảo chính năm 1963 khiến dự án phát triển thành phố phải dừng lại sau một thời gian ngắn tiến hành. Khi cuộc chiến tranh Việt Nam ngày càng trở nên khốc liệt, các sĩ quan quân sự được chỉ định thay thế những nhà cầm quyền dân sự, việc xây dựng và quy hoạch thành phố ít được coi trọng. Tuy vậy, bên cạnh các công trình quân sự, Đà Lạt thời kỳ này cũng có thêm một vài công trình mới cùng các nhà hàng, khách sạn mọc lên ở trung tâm thành phố. Nhưng do thiếu định hướng quy hoạch tổng thể, không ít công trình được xây cất vội vã đã ảnh hưởng nghiêm trọng đến vẻ đẹp hài hòa với thiên nhiên cũng như sự phát triển cân đối của toàn thành phố. Vào năm 1967, vấn đề môi sinh của Đà Lạt được các học giả đương thời lên tiếng báo động. Năm 1973, một đề án quy hoạch chỉnh trang Đà Lạt được thiết lập, trong đó nhấn mạnh đến các biện pháp bảo vệ môi sinh cho thành phố, đặc biệt ở khu vực lưu vực của hồ Xuân Hương. Cảnh quan đô thị Đà Lạt giai đoạn này còn chịu ảnh hưởng xấu bởi nạn xây cất bất hợp pháp. Cùng với một số quan chức thế lực chiếm dụng đất, nhiều thương phế binh của Quân đội Việt Nam Cộng hòa cũng đòi quyền lợi, xây dựng những ngôi nhà tạm bợ ở ngay trung tâm thành phố, một số người khác chiếm đất làm vườn ở những khu vực như ấp Ánh Sáng, khu Thao Trường. Hiện tượng xã hội này trở thành một vấn đề nan giải trong việc quy hoạch và bảo vệ nét thẩm mỹ của Đà Lạt, vẫn tiếp tục tồn tại trong những giai đoạn tiếp theo.

### Giai đoạn từ 1975 đến ngày nay

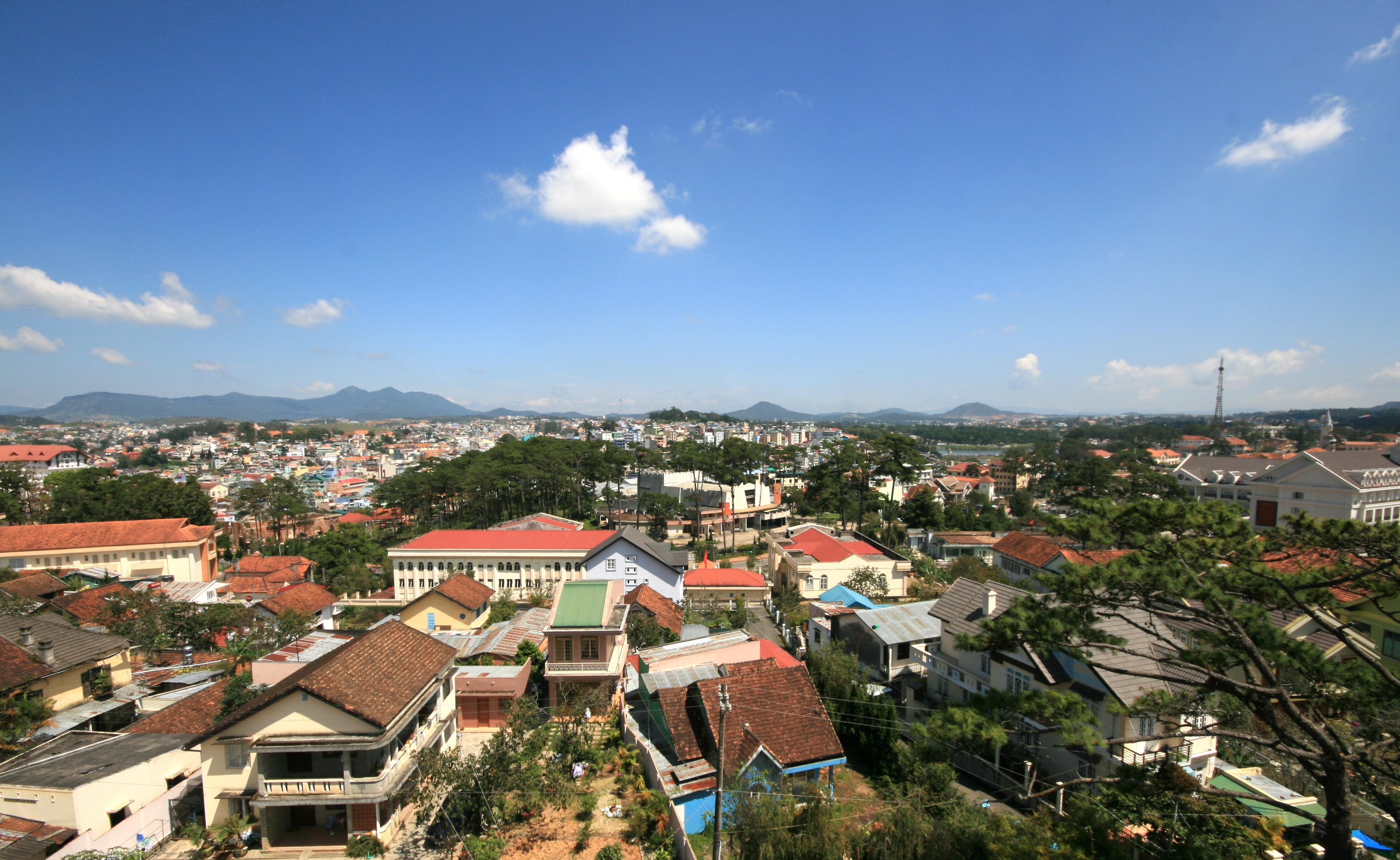
Quang cảnh thành phố Đà Lạt năm 2009.

Sau năm 1975, thành phố Đà Lạt trở thành tỉnh lỵ của tỉnh Lâm Đồng, có ranh giới hành chính mở rộng đến 417 km². Dân số thành phố cũng tăng lên mạnh mẽ, từ 85.833 người năm 1975 lên 160.663 người năm 1999. Năm 1977, Đoàn quy hoạch Bộ Xây dựng được cử đến để thiết lập đồ án quy hoạch chung cho thành phố và hoàn thành bản "Sơ phác quy hoạch chung thành phố Đà Lạt". Từ năm 1983, Ủy ban Xây dựng cơ bản tỉnh Lâm Đồng nhận nhiệm vụ kết hợp cùng các cơ quan nghiên cứu khác tiếp tục quy hoạch thành phố. Tháng 3 năm 1985, kiến trúc sư Trần Ngọc Chính cùng Đoàn quy hoạch trung ương tới Đà Lạt, hợp tác cùng các cơ quan địa phương thiết lập "Luận chứng kinh tế kỹ thuật quy hoạch và cải tạo thành phố Đà Lạt". Tuy vậy, trong những năm cuối thập niên 1970 và đầu thập niên 1980, do những khó khăn về kinh tế, cơ sở hạ tầng đô thị của Đà Lạt không được sửa chữa đã xuống cấp trầm trọng. Cùng với khai thác rừng, việc mở rộng diện tích canh tác nông nghiệp tiếp tục ảnh hưởng tới môi sinh và cảnh quan của thành phố. Cho tới đầu thập niên 1990, nhiều đồ án quy hoạch được thiết lập nhưng không một đồ án nào đủ thuyết phục để được áp dụng. Thành phố phải gánh chịu những áp lực về khối lượng công trình xây dựng ngày càng tăng trong tình trạng không có đồ án quy hoạch chỉnh trang. Các khu dân cư phát triển không giới hạn đã làm thu hẹp và đảo lộn bố cục vùng cảnh quan. Nhiều cụm rừng thông trong thành phố bị chặt phá để xây dựng hoặc phục vụ nhu cầu sản xuất nông nghiệp. Các hồ nước như hồ Xuân Hương, hồ Than Thở bị bồi lắng nghiêm trọng hơn, còn các khu vực bất kiến tạo bị chiếm dụng xây cất bất hợp pháp. Bố cục thành phố trở nên thiếu cân đối bởi sự tập trung quá mức vào khu trung tâm.
Năm 1994, đồ án "Quy hoạch tổng thể thành phố Đà Lạt và vùng phụ cận đến năm 2010" của Viện Quy hoạch Đô thị - Nông thôn được Thủ tướng Chính phủ phê duyệt. Cùng với đồ án quy hoạch chung, thành phố cũng tiến hành quy hoạch chi tiết các khu chức năng chính như khu trung tâm, các khu dân cư, khu du lịch... Ngày 27 tháng 5 năm 2002, Thủ tướng Chính phủ phê duyệt "Đề án điều chỉnh quy hoạch chung thành phố Đà Lạt và vùng phụ cận đến năm 2020". Theo quyết định của Thủ tướng, thành phố Đà Lạt có các chức năng và tính chất đô thị: Trung tâm chính trị – hành chính, kinh tế và văn hóa của tỉnh Lâm Đồng; trung tâm du lịch, nghỉ dưỡng của Việt Nam; trung tâm giáo dục và nghiên cứu khoa học của Việt Nam; khu vực sản xuất chế biến rau và hoa; giữ vị trí quan trọng về an ninh và quốc phòng. Mặc dù vậy, trên thực tế quy hoạch đô thị Đà Lạt không tiến triển, thậm chí thụt lùi so với tốc độ phát triển chung. Trước sức ép của cơn lốc đô thị hóa, cảnh quan đô thị của thành phố ngày một biến dạng, nhiều công trình kiến trúc đặc sắc bị xâm hại. Nạn xây cất bất hợp pháp, lấn chiếm các khoảng trống và tàn phá rừng nội ô khiến bộ mặt kiến trúc Đà Lạt trở nên nhem nhuốc. Năm 2010, Bộ Xây dựng cùng Ủy ban nhân dân tỉnh Lâm Đồng đã điểu chỉnh cục bộ "Quy hoạch chung Thành phố Đà Lạt và vùng phụ cận đến năm 2020" với nội dung chính: Di dời các cơ sở công nghiệp ô nhiễm và hoạt động kém hiệu quả ra ngoài trung tâm thành phố, chuyển vị trí một số cơ quan, công trình công cộng và chuyển chức năng một số khu vực để tạo quỹ đất xây dựng trung tâm hành chính tập trung, trung tâm văn hóa thanh thiếu niên, công trình công cộng, thương mại dịch vụ và dân cư đô thị. Cũng trong năm 2010, Ủy ban nhân dân tỉnh Lâm Đồng thông báo ý định mời Viện Thiết kế quy hoạch đô thị Paris cùng một công ty thiết kế quy hoạch uy tín của Pháp quy hoạch lại thành phố Đà Lạt.

## Kiến trúc cảnh quan
Thành phố Đà Lạt được xây dựng trên một vùng cao nguyên với cảnh quan tươi đẹp và khí hậu ôn hòa. Trên khung nền thiên nhiên, các công trình của con người in dấu tạo nên một khung cảnh đô thị đặc sắc và độc đáo. Địa hình nhấp nhô mềm mại của cao nguyên, không gian mặt nước của các suối hồ, không gian kiến trúc và di sản kiến trúc Pháp cùng màu xanh của các rừng thông, thảm cỏ là những yếu tố chính tạo nên cảnh quan đặc thù của thành phố. Địa hình Đà Lạt chia cắt không gian một cách mạnh mẽ thành những mảng riêng biệt, rõ nét và tạo nên những lớp cảnh quan đa dạng. Khi kiến thiết thành phố, các kiến trúc sư đã tôn trọng nguyên tắc bảo vệ địa hình tự nhiên, không san lấp để tạo những không gian bằng phẳng mà dựa vào địa hình để xây dựng lên các công trình kiến trúc. Những ngọn đồi cao, tầm nhìn đẹp được lựa chọn để xây dựng các dinh thự, công trình tôn giáo mang dáng vẻ uy nghiêm, trang trọng. Với khuôn viện rộng lớn bao trọn cả ngọn đồi, các công trình kiến trúc này là những quần thể kiến trúc quy mô nằm nép mình vào thiên nhiên, ẩn hiện trong màu xanh của rừng thông, tạo nét chấm phá trong bức tranh toàn cảnh. Các trung tâm hành chính, văn hóa và thương mại như khu Hòa Bình, đường Trần Phú, đường Phan Đình Phùng... được bố trí trên những ngọn đồi hoặc các không gian rộng rãi, bằng phẳng, vì thế dễ dàng xây dựng hệ thống giao thông với những đại lộ thẳng và ít dốc. Do không phải cải tạo địa hình, các trung tâm này tuy chiếm những không gian rộng lớn nhưng không làm thay đổi các đường cong tự nhiên của địa thế. Tương tự, các ngôi biệt thự kiến trúc Pháp được sắp xếp theo sát những đường đồng mức để bám lấy địa hình, xuất hiện với mật độ rất thấp và có khuôn viên rộng rãi, hòa nhập vào thiên nhiên. Những khu vực đất thấp dưới các thung lũng lớn, ở khuất và xa trung tâm thành phố được bố trí cho khu vực dân cư sản xuất nông nghiệp. Vào năm 1943, kiến trúc sư Jacques Lagisquet đã sắp xếp những khu ngoại ô này, khi đó được kiểm soát chặt chẽ với một ranh giới nhất định, để giải quyết nhu cầu chỗ ở cho các di dân. Nhưng hiện nay, sự phát triển mất kiểm soát của các vùng canh tác nông nghiệp đã trở thành hiểm họa đối với cảnh quan và môi sinh của thành phố.
Trong những thung lũng xen giữa các ngọn đồi của Đà Lạt, rất nhiều những dòng suối nhỏ chảy qua và quan trọng nhất trong số đó là suối Cam Ly. Từ những bản quy hoạch đầu tiên cho tới ngày nay, việc sắp xếp bố cục thành phố được thực hiện phần lớn dọc theo hai bờ của con suối này. Vào năm 1919, hồ Xuân Hương hình thành nhờ một đập nước được xây dựng trên dòng suối Cam Ly và đến năm 1935, hồ hoàn chỉnh như ngày nay sau khi xây xong đập Cầu Ông Đạo. Kiến trúc sư Ernest Hébrard đã tạo tiền đề quan trọng cho cảnh quan thành phố khi đề xuất xây dựng một chuỗi hồ nhân tạo trong đồ án quy hoạch năm 1923. Từ thời kỳ đó cho tới ngày nay, việc tạo lập các hồ nước vẫn được tiến hành đều đặn và gắn liền với lịch sử phát triển của thành phố. Các công trình hồ nhân tạo không chỉ đem lại nguồn nước sinh hoạt, phục vụ sản xuất nông nghiệp, mà còn tô điểm cho cảnh hoang sơ và là những trung tâm bố cục để sắp xếp các phân khu chức năng. Tuy vậy, việc mở rộng diện tích nông nghiệp lan tràn vào khu vực các dòng suối lớn đã dẫn đến sự bồi lắng nhanh chóng của các hồ nước, nguyên nhân khiến hai hồ Vạn Kiếp và Mê Linh ngày nay đã hoàn toàn mất dạng. Nhìn toàn cảnh, Đà Lạt hiện nay vẫn là một công viên khổng lồ với rừng thông bạt ngàn bao phủ. Nhưng trong trung tâm thành phố, nhiều không gian xanh dần biến mất, nhường chỗ các công trình xây dựng. Những con phố thương mại như đường Phan Đình Phùng, đường 3 tháng 2, đường Nguyễn Văn Trỗi, khu Hòa Bình... hầu như vắng bóng cây xanh, trong khi đó nhiều khu du lịch lại mất đi nét hoang sơ bởi màu xanh tự nhiên bị thay thế bởi những chậu cây cảnh. Thành phố Đà Lạt được ví như một bảo tàng về kiến trúc châu Âu với những công trình kiến trúc phong phú và độc đáo. Ngoài trừ hai điểm nhấn chủ yếu Nhà thờ chính tòa và Trường Cao đẳng Sư phạm, các công trình kiến trúc của thành phố có độ cao vừa phải, hòa hợp với thiên nhiên, tạo nên bức tranh đô thị hài hòa và độc đáo.

## Công trình kiến trúc

### Kiến trúc công cộng

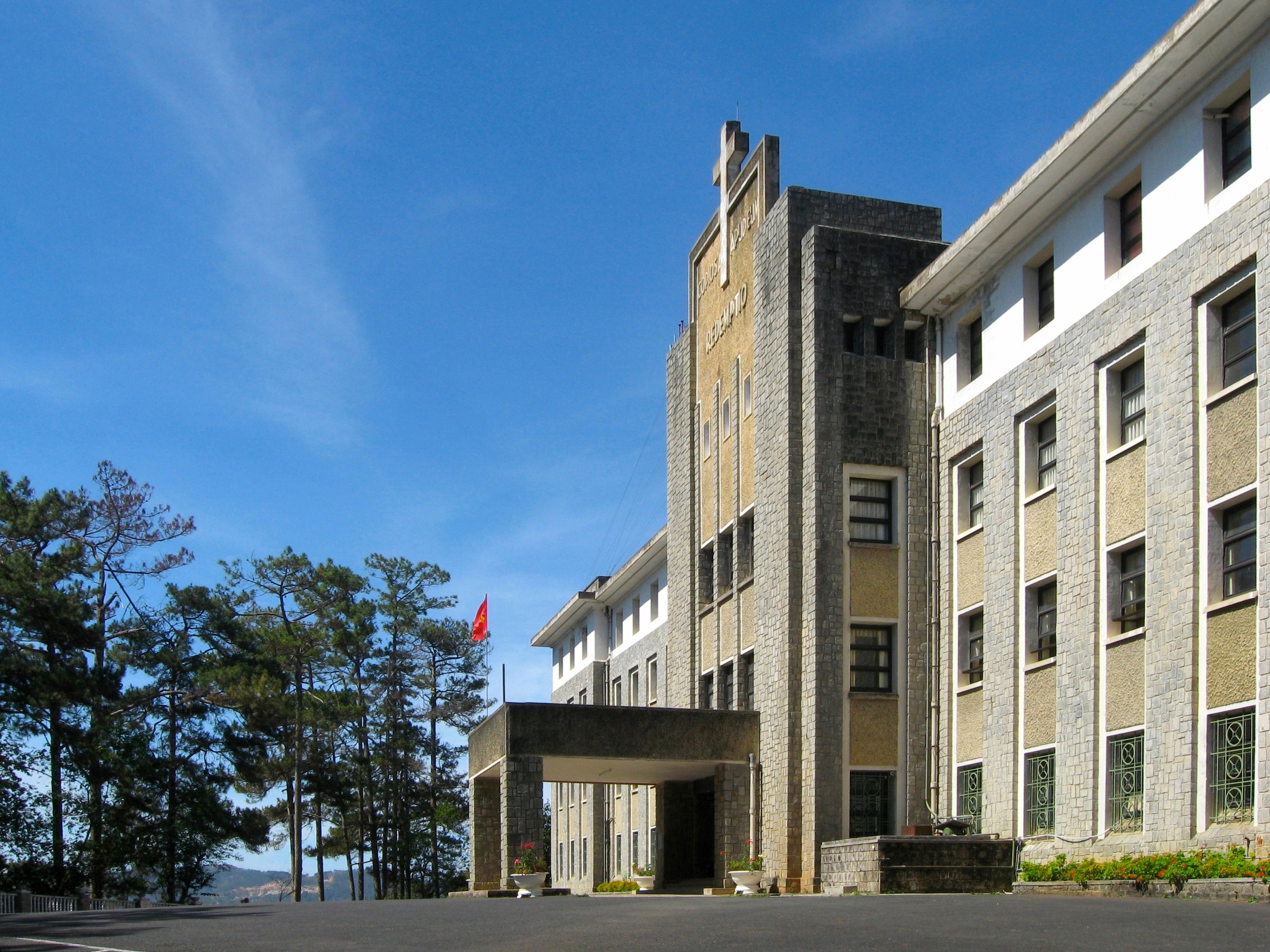
Viện Sinh học Tây Nguyên, trước kia là tu viện Dòng Chúa cứu thế, xây dựng từ năm 1948 đến năm 1952.

Từ khi ra đời, Đà Lạt đã sớm trở thành một thành phố du lịch danh tiếng và cũng từng có những khoảng thời gian giữ vai trò hành chính quan trọng. Vì thế, trong thành phố ngày nay có thể thấy không ít những công trình công cộng và công sở mang kiến trúc giá trị, phần nhiều được xây dựng dưới thời thuộc địa. Trong số đó, nổi bật hơn cả là các công trình: ga Đà Lạt, Xí nghiệp Bản đồ Đà Lạt, Viện Sinh học Tây Nguyên và chợ Đà Lạt. Một điểm khác biệt với những thành phố khác, nhiều cơ quan hành chính của Đà Lạt cũng như tỉnh Lâm Đồng được đặt trong các ngôi biệt thự Pháp xinh đẹp, vốn xuất hiện rất nhiều trong khắp thành phố.
Nằm trên một ngọn đồi cao phía bắc thành phố, Viện Sinh học Tây Nguyên vốn là tu viện Dòng Chúa cứu thế, xây dựng từ năm 1948 và hoàn thành năm 1952. Con đường chính dẫn vào viện dài hơn 500 mét, từ phía đường Dankia xuyên qua rừng thông, chạy dọc phía sau công trình rồi vòng tới khoảng sân trước. Viện Sinh học Tây Nguyên mang phong cách kiến trúc hiện đại nhưng vẫn có bố cục hình khối đối xứng kinh điển. Quy mô của tòa nhà tương đối đồ sộ, gồm bốn tầng và một tầng hầm nằm ở phía sườn đồi thấp. Mặt ngoài công trình phần lớn được ốp đá, đem lại một cảm giác rất kiên cố và bề thế. Các ô cửa vuông vức, những đường nét trang trí đơn giản, mạnh mẽ, tạo cho tòa nhà dáng vẻ nghiêm nghị, phù hợp với chức năng tu viện và công sở. Lối vào chính được nhấn mạnh bằng một khối mái đón vươn ra xa, đỡ bởi hai trụ xây đá kiểu vững chắc. Phía trên đỉnh trang trí một cây thánh giá và dòng chữ tiếng La Tinh đắp nổi, câu châm ngôn của Dòng Chúa cứu thế, Copiosa Apud Eum Redemptio, có nghĩa Ơn Cứu chuộc nơi Người Chứa chan. Vào thời kỳ xây dựng, tu viện Dòng Chúa cứu thế được trang bị những tiện nghi kỹ thuật rất hiện đại, sử dụng hầm khí sinh học để cung cấp khí đốt và hệ thống bơm lấy nước từ thung lũng suối đưa lên công trình. Bên trong tu viện được bố trí ấm cúng và trang nghiêm theo lối tu viện châu Âu. Không như những công sở khác, Viện Sinh học Tây Nguyên ngày nay còn là một địa điểm du lịch, nơi trưng bày các mẫu động thực vật, đặc biệt các loài lan của vùng Tây Nguyên.
Xí nghiệp Bản đồ Đà Lạt nằm ở số 14 đường Yersin, không xa Trường Cao đẳng Sư phạm và nhà ga thành phố. Công trình được xây dựng từ năm 1939 và hoàn thành vào năm 1943, trụ sở của Sở Địa dư Đông Dương cũ. Khuôn viên của Xí nghiệp Bản đồ Đà Lạt rộng 30.670 mét vuông, nằm trên một sườn đồi dốc thoải, thấp hơn so với mặt đường Yersin. Tòa nhà chính là một công trình quy mô đồ sộ, mang sắc thái của một cơ quan hành chính và có hình thức thể hiện theo phong cách kiến trúc hỗn hợp. Toàn bộ công trình gồm ba tầng: Tầng hầm dùng làm kho bản đồ, tầng trệt dành cho các phòng hành chính và tầng hai là các phòng kỹ thuật. Ngoài ra, còn một tầng áp mái được dùng làm kho phụ. Mặt bằng tòa nhà ảnh hưởng bởi kiến trúc cổ điển với hai trục đối xứng và tổ hợp theo kiểu hành lang giữa. Ở tầng trệt, tiền sảnh và phòng tiếp khách chiếm vị trí trung tâm, kế đó tới hai dãy phòng hành chính nằm hai bên hành lang, kết thúc bởi hai khối cầu thang bố trí đối xứng hai đầu. Trên tầng hai, các phòng kỹ thuật chiếm một không gian rộng lớn, được trang trí hệ vòm cuốn tại các bước nhịp theo phong cách kiến trúc Roman. Trên mặt đứng của công trình, những phân vị ngang được thể hiện rõ nét. Dưới tầng trệt, mảng tường lớn chính giữa được xây bằng gạch đất nung với năm cửa sổ vòm kích thước lớn. Tầng hai và hai khối nhà hai bên bố trí những khung cửa sổ vuông vức đều nhau. Kết nối giữa sảnh chính với sân là những bậc thang đặt trên hệ kết cấu vòm bằng đá, tạo nên một nét đặc sắc của công trình, khác biệt với những công trình hành chính thông thường khác. Toàn bộ tường tòa nhà xây bằng gạch đá dày gần một mét, mái lợp ngói với độ dốc khá lớn theo kiểu kiến trúc vùng Normandie, mang lại cảm giác uy nghi, quyền lực, phù hợp với tính chất của một công trình hành chính quốc gia. Công trình bị thiệt hại nặng nề trong một trận cháy lớn đầu tháng 6 năm 2014. Toàn bộ phần mái của khối nhà phải đã bị lửa thiêu rụi.

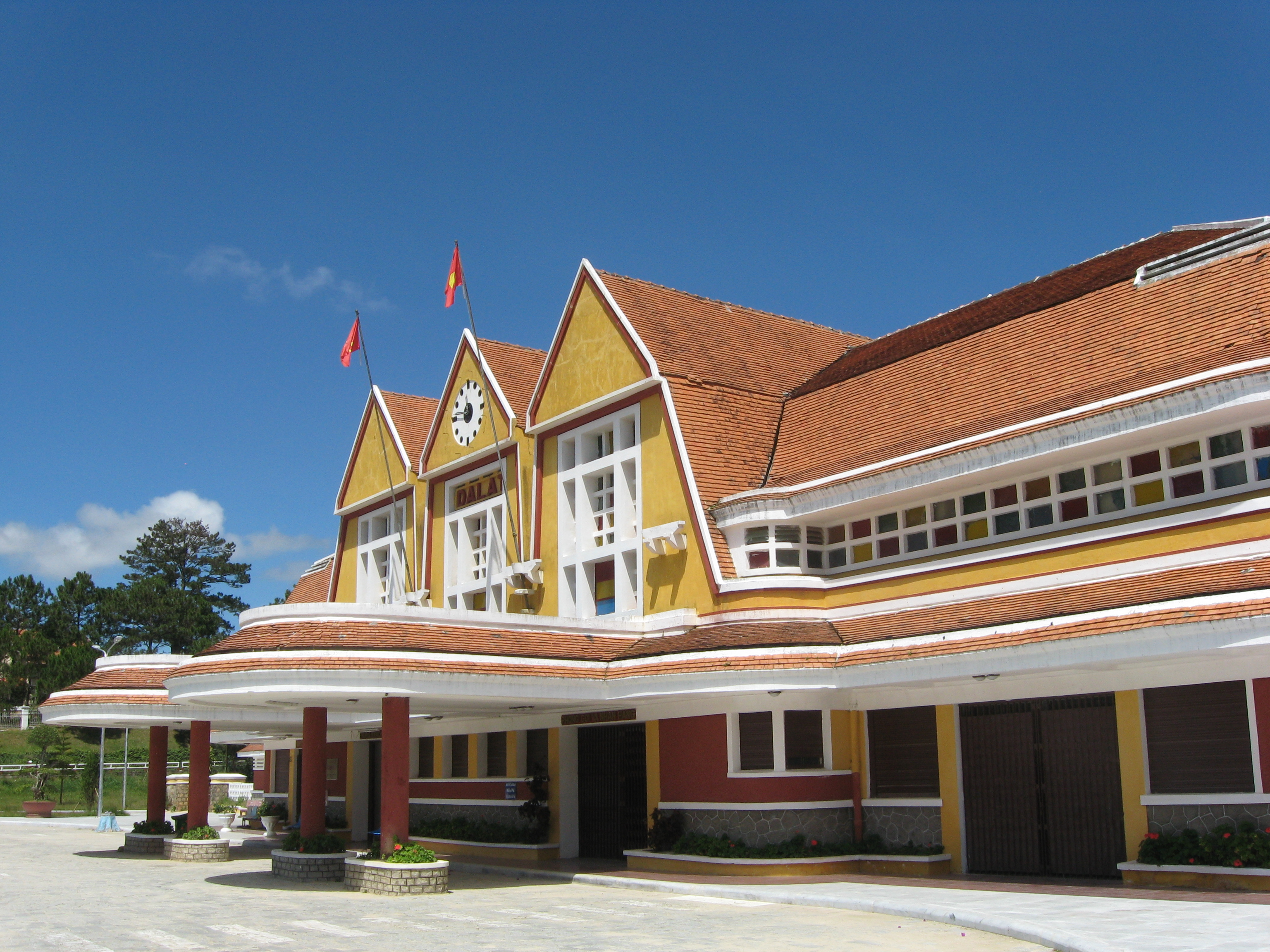
Nhà ga xe lửa Đà Lạt, xây dựng từ năm 1932 đến năm 1938, ngày nay trở thành một địa điểm du lịch.

Nhà ga xe lửa Đà Lạt được khởi công xây dựng năm 1932 và hoàn thành vào năm 1938, là nhà ga cuối của tuyến đường sắt Tháp Chàm – Đà Lạt. Công trình do kiến trúc sư Revéron thiết kế với khái niệm sáng tác theo hình thức kiến trúc Anglo-Norman mới, chịu nhiều ảnh hưởng từ trào lưu kiến trúc hiện đại. Kiến trúc sư Moncet, người giám sát công trình, sau đó đã hoàn chỉnh thêm một số chi tiết của hồ sơ thiết kế. Ga Đà Lạt có chiều dài 66 mét, chiều rộng 11,5 mét và chiều cao đại sảnh 11 mét, nằm trên một khu vực bằng phẳng, rộng rãi cạnh đường Quang Trung. Mặt bằng công trình được tổ chức trên nguyên tắc đối xứng qua một trục vuông góc với mặt tiền, gồm một sảnh lớn 10 x 37 mét chính giữa và các phòng phụ nối dài sang hai bên. Bố cục đối xứng còn thể hiện ở các chi tiết kiến trúc như những mái đỏ cao vút, những phần mái gấp, phần mái bẻ góc, những ô cửa sổ và bức tường xây bằng đá chẻ tới ngang bệ cửa. Nhìn bề ngoài, chi tiết gây ấn tượng nhất của nhà ga là hệ thống mái với ba chóp mái tiếp nối liền nhau chạy suốt từ đỉnh xuống bờ mái đón ở lối vào sảnh chính. Vuông góc với ba mái ngang này là hai mái chạy dọc về hai phía, bẻ góc ở phần rìa mái. Một hệ thống diềm mái bao quanh công trình, nối liền với hai mái đón phía trước. Tương ứng với ba chóp mái là ba cửa sổ với nhiều ô kính nhỏ, riêng chóp mái giữa còn trang trí một đồng hồ và dòng chữ DALAT khá lớn. Trừ hai mái đón, hầu như tất cả các chi tiết của mặt trước nhà ga đều có thể tìm thấy ở mặt sau, nơi hành khách lên xuống tàu. Không gian nội thất, phòng chờ cho hành khách, được chiếu sáng lung linh bởi các ô cửa kính nhiều màu ở phần chân mái và chóp mái. Kiến trúc, kích thước và cách bố trí của ga Đà Lạt có nhiều điểm tương đồng với nhà ga thành phố Deauville, vùng Normandie, miền Bắc nước Pháp. Do cuộc chiến tranh Việt Nam, tuyến đường sắt Tháp Chàm–Đà Lạt ngừng hoạt động vào năm 1972. Tuy vậy, từ năm 1991, nhà ga cùng với đoạn đường sắt Đà Lạt–Trại Mát được khôi phục để phục vụ hoạt động du lịch. Ga Đà Lạt được xem như một trong những công trình kiến trúc nổi tiếng nhất của thành phố, và cũng nằm trong số những nhà ga đẹp nhất Việt Nam.

### Kiến trúc tôn giáo
Đà Lạt vốn là một thành phố đa dạng về tôn giáo với sự hiện diện của hầu hết những tôn giáo lớn ở Việt Nam. Dù tuổi đời chỉ hơn một thế kỷ, nhưng Đà Lạt đã xây dựng được cho mình hàng trăm ngôi chùa, thiền viện, nhà thờ và tu viện nằm rải rác khắp thành phố. Nhìn chung, kiến trúc các cơ sở tôn giáo tại Đà Lạt không có sự khác biệt lớn so với những vùng miền khác. Tuy vậy các công trình ở đây vẫn có được nét riêng thông qua việc tổ chức không gian kiến trúc và sự phối trí hài hòa giữa thiên nhiên với công trình nhân tạo.

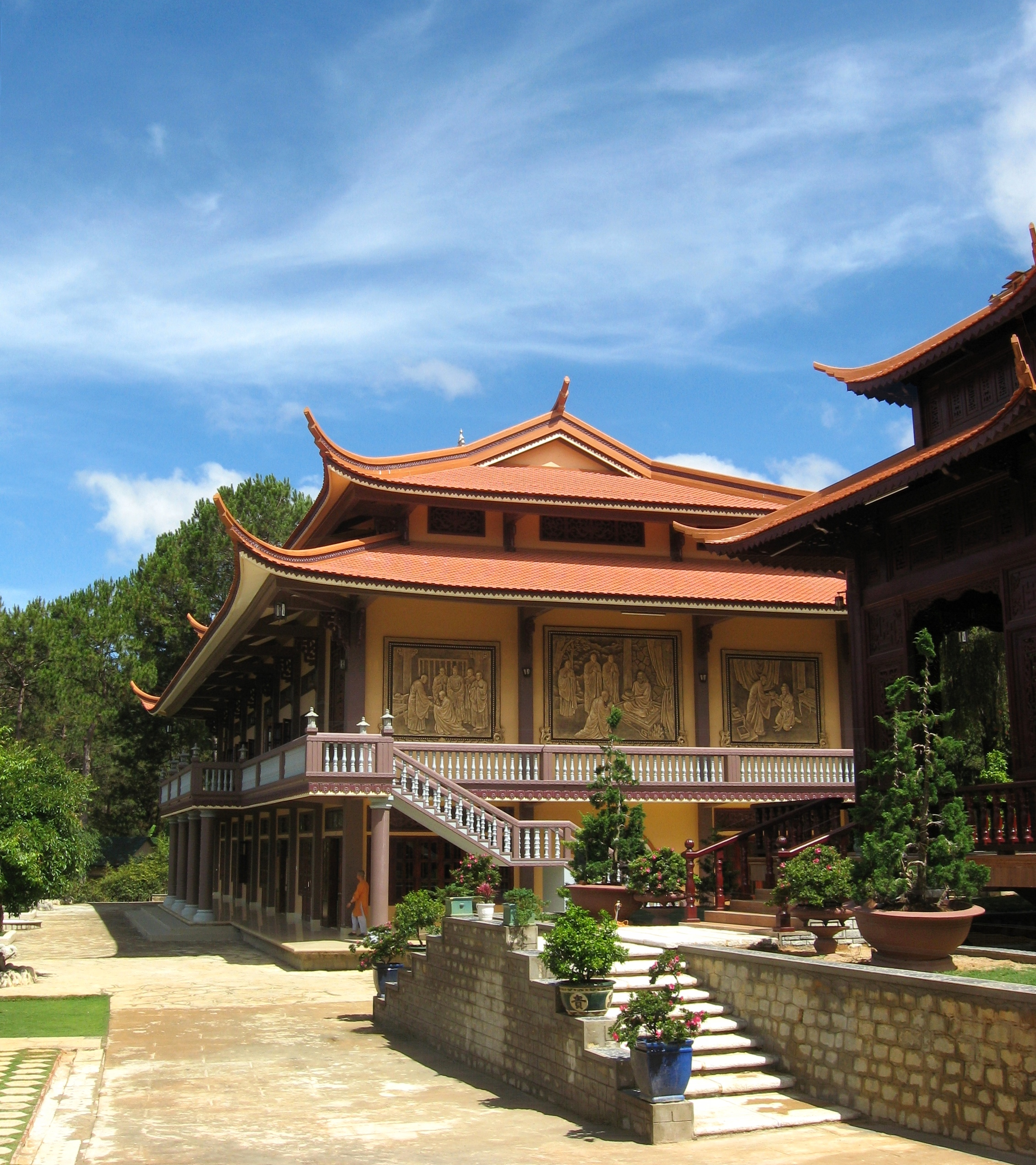
Thiền viện Trúc Lâm Đà Lạt, một quần thể kiến trúc Phật giáo nằm bên hồ Tuyền Lâm, khánh thành năm 1994.

Một trong những ngôi chùa lâu đời và nổi tiếng nhất của Đà Lạt là chùa Linh Sơn, nằm ở số 120 đường Nguyễn Văn Trỗi. Ngôi chùa này là một quần thể kiến trúc bao gồm nhiều hạng mục lớn nhỏ phân bố trong một khoảng không gian chừng 4 hecta, trên một ngọn đồi cao không xa trung tâm thành phố. Chùa Linh Sơn có hai lối vào, một lối từ phía ngã ba đường Bùi Thị Xuân, một lối gồm những bậc thang nhỏ dẫn từ chân đồi lên tới khoảng sân tiền điện. Tòa chính điện gồm hai ngôi nhà nối liền nhau theo hình chữ Đinh. Không xa bên phải là một tòa bảo tháp hình bát giác, phía sau là Tổ đường thờ Bồ Đề Đạt Ma, cùng chư hương linh tăng sỹ và Phật tử. Hai bên lối vào tiền sảnh trang trí hai tượng rồng nằm uốn khúc, há miệng. Bốn trụ lớn trước chính điện tạo thành ba cửa vào, phía trên là một mảng trang trí hoa văn hình chữ Vạn cách điệu. Bên phải tiền sảnh đặt tượng Hộ pháp Vi Đà, bên trái đặt tượng Tiêu Diện Đại Sỹ. Trong chính điện thờ tượng Phật Thích Ca bằng đồng tọa trên tòa sen, cao 1,8 mét. Trong khuôn viên của chùa còn có phòng phát hành kinh sách, nhà vãng sinh và một giảng đường lớn. Nằm trên núi Phụng Hoàng cạnh hồ Tuyền Lâm, Thiền viện Trúc Lâm Đà Lạt được Hòa thượng Thích Thanh Tứ khởi lập vào năm 1993 và hoàn thành vào năm 1994. Công trình là một quần thể kiến trúc rộng lớn, tọa lạc trên một khoảng không gian 24 hecta, được chia làm bốn khu vực: Khu ngoại viện, khu tịnh thất hòa thượng, khu nội viện tăng và khu nội viện ni. Từ phía hồ Tuyền Lâm, một con đường dốc quanh co giữa rừng thông, qua ba cổng với 140 bậc thang đá dẫn đến chính điện. Tòa chính điện là một công trình kiến trúc trang nhã, rộng 192 mét vuông, mái kép, lợp ngói men vàng. Không như những ngôi chùa khác, phần nóc mái chỉ trang trí một biểu tượng bánh xe chuyển pháp luân, còn các đầu đao cong vút lên mềm mại, hoàn toàn vắng bóng những trang trí long, lân, quy, phượng. Bên trong, giữa điện thờ tượng Phật Thích Ca Mâu Ni cao 2 mét, tay phải cầm cành hoa sen. Chung quanh phía trên chính điện là những bức phù điêu chạm khắc tám tướng thị hiện của đức Phật và các bao lam, án thờ bằng gỗ được chạm khắc công phu. Bao quanh tòa chính điện là những công trình tham vấn đường, phòng trưng bày, nhà khách, thư viện, nhà tổ và các lầu chuông, gác trống, xen giữa bởi những lối đi nhỏ rợp bóng mát. Trong khuôn viên khu ngoại viện còn có hồ Tĩnh Tâm, đồi Thanh Lương, nhà khách nữ vãng lai và phía sau là điểm tới của hệ thống Cáp treo Đà Lạt.

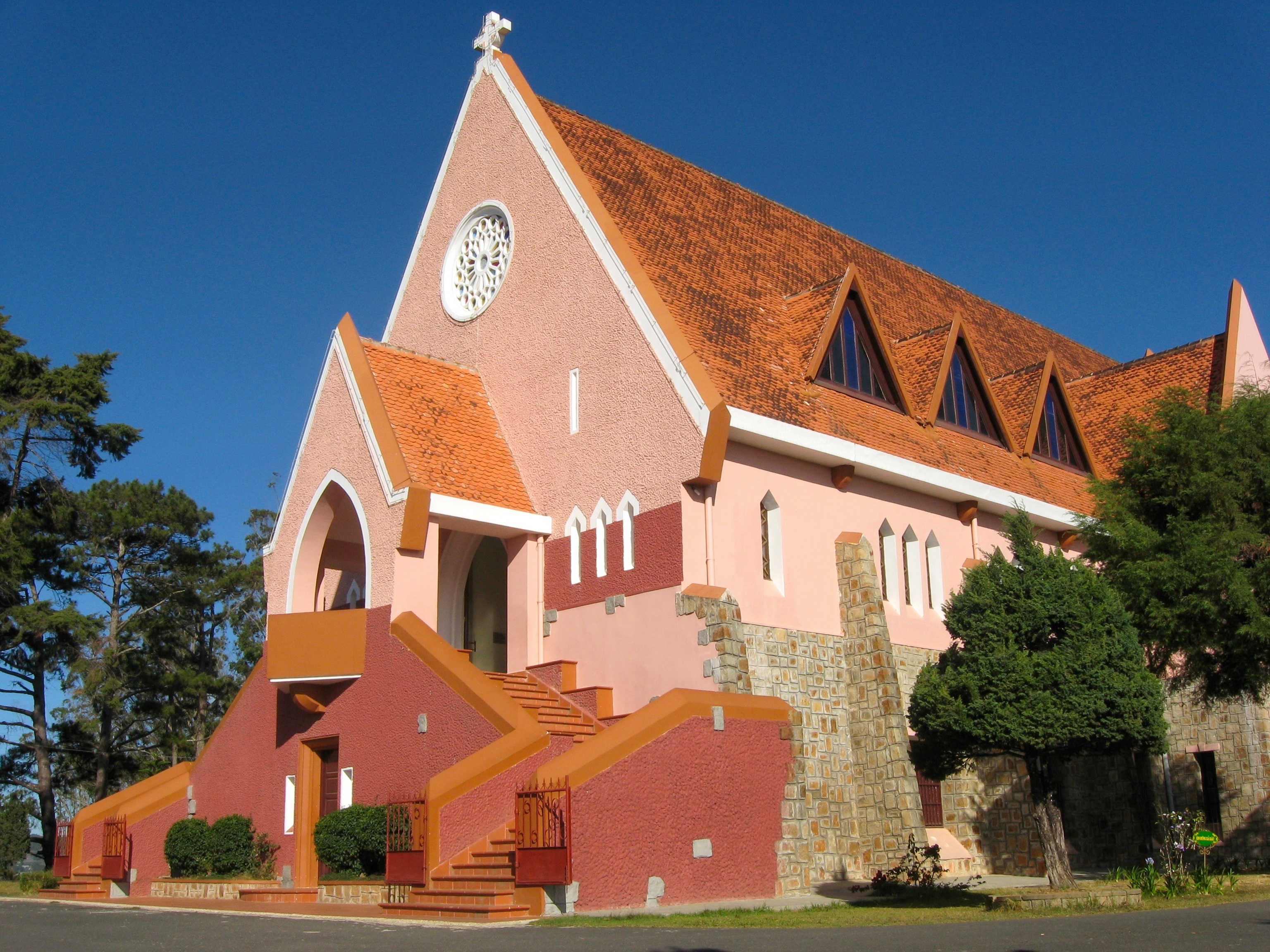
Domaine de Marie, nhà thờ Thiên Chúa giáo nằm trên đồi Mai Anh, phía bắc thành phố.

Những nhà thờ, nhà nguyện Thiên Chúa giáo là các công trình tôn giáo xuất hiện sớm nhất tại Đà Lạt. Năm 1917, Linh mục Nicolas Couvreur đã tới thị tứ hoang vắng này để thực hiện sứ mệnh mở rộng phạm vi ảnh hưởng của Thiên Chúa giữa những người Pháp và một ít người Việt trong buổi đầu xây dựng thành phố. Vào năm sau đó, một dưỡng viện giáo đồ đã được dựng lên trên một quả đồi ở khu vực trung tâm thị tứ. Tuy vậy, phải đợi đến những thập niên từ 1930 tới 1960, các nhà thờ và tu viện có kiến trúc quy mô mới bắt đầu xuất hiện. Nhà thờ chính tòa Đà Lạt được khởi công xây dựng vào năm 1931, tới ngày 25 tháng 1 năm 1942 mới chính thức được khánh thành. Công trình mang kiến trúc nhà thờ miền Bắc nước Pháp với quy mô khá đồ sộ, chiều dài 65 mét, nơi rộng nhất 14 mét và tòa tháp chuông cao 47 mét. Được xây dựng trên một chỏm đồi thấp nên nền đất gian cung Thánh của nhà thờ cao hơn phần nền đất phía tháp chuông, vì thế lối vào cửa được tạo bởi những bậc thang bộ ở chính giữa và hai đường vòng lên đối xứng hai bên. Tháp chuông được xây phía trên chính lối vào, đỉnh mái mang hình cây thánh giá, phía trên gắn một mũi tên gió hình con gà bằng đồng. Trên tầng áp mái của gian cung Thánh, các cửa sổ trang trí bởi 70 tấm kính màu. Tường nhà thờ còn được gắn các bức phù điêu với kích thước 1 x 0,8 mét do nhà điêu khắc Xuân Thi thể hiện. Bề ngoài công trình sơn màu hồng sẫm, giúp tôn thêm vẻ trang nghiêm của một ngôi thánh đường. Tọa lạc trên ngọn đồi phía tây bắc thành phố, thuộc giáo xứ Mai Anh Đà Lạt, Nhà thờ Domaine de Marie được xây dựng từ năm 1940 đến năm 1943. Kiến trúc nhà thờ là một sự pha trộn hài hòa giữa phong cách kiến trúc Tây phương và kiến trúc dân gian của cư dân bản địa. Công trình mang dáng dấp của một ngôi nhà rông, không có tháp chuông, đỉnh nhọn của nóc mái là nơi gắn thánh giá. Lối vào thánh đường được che phủ bởi một mái phụ, hai lối đi lên từ hai phía với những bậc thang gợi đến nét kiến trúc nhà sàn của người Thượng. Tường nhà thờ trang trí nhiều cửa sổ nhỏ sâu vào bên trong, phần chân tường cho tới bệ cửa xây bằng đá chẻ theo phong cách kiến trúc Normandie. Các cửa sổ cũng như cửa sổ mái tạo bởi những tấm kính màu, giúp không gian bên trong cung Thánh lung linh và huyền ảo. Phía sau nhà thờ còn ba dãy nhà ba tầng của tu viện Dòng nữ tu Bắc Ái.

### Kiến trúc trường học
Từ thời Pháp thuộc cũng như dưới thời Việt Nam Cộng hòa, thành phố Đà Lạt luôn được định hướng không chỉ trở thành một đô thị nghỉ dưỡng mà còn là một trung tâm giáo dục quan trọng. Các kiến trúc sư người Pháp cũng như người Việt đã xây dựng ở đây không ít những ngôi trường mang kiến trúc đặc sắc và giá trị, phần nhiều xuất hiện dưới thời thuộc địa và trong giai đoạn Đệ Nhất Cộng hòa Việt Nam. Đa số các ngôi trường lớn ở Đà Lạt đều mang phong cách kiến trúc tương đối giống nhau, mặt bằng ổn định gồm các dãy lớp học một hoặc hai tầng, mái lợp ngói và rầm chìa gỗ có nguồn gốc từ kiến trúc địa phương của Pháp. Những ngôi trường xây dựng giai đoạn sau do các kiến trúc sư người Việt thiết kế thường có đường nét thanh mảnh hơn và mang dáng dấp hiện đại.
Công trình kiến trúc trường học nổi tiếng nhất của thành phố là Trường Cao đẳng Sư phạm, nguyên là Trường Trung học Yersin, được xây dựng từ năm 1929 và hoàn thành năm 1941. Khuông viên của ngôi trường trước đây rộng 22,3 hecta, nằm trên đỉnh một ngọn đồi tương đối bằng phẳng gần hồ Xuân Hương, trong đó toàn bộ khu vực chính khoảng 8 hecta. Kiến trúc sư Moncet khi thiết kế công trình đã có những vận dụng táo bạo về mặt kích thước của kết cấu, cũng như việc sử dụng gạch ép ốp tường và ngói thạch bản xanh đen cho hệ thống mái. Trường Trung học Yersin có kiến trúc độc đáo hiếm thấy, ảnh hưởng bởi hình thức kiến trúc tân cổ điển. Tòa nhà chính nằm uốn mình theo một đường cung mềm mại, vòng cung ngoài dài 90 mét, vòng cung trong dài 77 mét, ôm lấy một khoảng sân rộng. Tòa tháp chuông cao 54 mét, lợp ngói thạch bản, vươn lên mạnh mẽ như hình một cây bút giữa rặng thông xanh, soi bóng xuống mặt hồ Xuân Hương. Ở mặt đứng tầng trệt, cứ mỗi bước cột lại có một vòm cung tròn xây bằng gạch đất nung với tỷ lệ hài hòa, trong khi đó các tầng lầu được trang trí bởi hàng cột trắng ghép từng đôi, tất cả tạo nên vẻ đẹp thanh thoát cho toàn khối nhà. Những nét cách tân còn thể hiện ở phần mái dốc, đuôi mái được bẻ góc cùng hệ thống cửa sổ mái. Mặt bằng công trình được bố cục chặt chẽ, tổ hợp kiểu hành lang bên. Không gian tầng trệt để trống tạo thành sân chơi trong nhà với những cột tròn, khẩu độ 8 x 8 mét. Tầng lầu gồm các lớp học, bên ngoài mỗi lớp đều có tủ âm tường làm nơi để áo khoác, áo rét của học sinh. Nếu đứng trên quan điểm của các nhà kiến trúc theo chủ nghĩa công năng thì việc lựa chọn một hình dáng cong mềm mại sẽ khiến các phòng học không được vuông vức, gần như dẫn đến một kết quả "hình thức phi công năng". Cùng một trục với dãy nhà chính, nằm đối diện cổng vào là khối nhà hành chính. Công trình được thiết kế theo hình thức tân cổ điển Pháp, hai tầng gồm ba phần mái liên thông, mặt ngoài hoàn toàn đối xứng. Đối diện với tòa nhà chính qua khoảng sân rộng, hai dãy nhà nằm song song, mỗi dãy gồm một tòa nhà ba tầng và một tòa nhà hai tầng. Các tòa nhà này có kết cấu và trang trí mặt đứng đơn giản, được dùng làm phòng học và ký túc xá cho học sinh. Quần thể kiến trúc còn được tiếp nối bởi một tòa nhà có quy mô nhỏ hơn dùng làm hội trường và phòng thí nghiệm, nằm ở cuối sân, vuông góc với hai dãy nhà song song. Tổng thể công trình, các khối nhà hành chính, khối lớp học và phòng thí nghiệm kết thành một dạng kiến trúc Thụy Sĩ, nhưng riêng dãy nhà nghỉ, nhà giặt, phòng hội trường, nhà của hiệu trưởng và tổng giám thị... lại được thiết kế theo dạng kiến trúc thông dụng của các trường học ở Pháp.
Nằm trên một quả đồi góc đường Huyền Trân Công Chúa – Hoàng Văn Thụ, thuộc Phường 5, Trường Phổ thông Dân tộc Nội trú Lâm Đồng vốn là trường nữ tu Couvent des Oiseaux được xây dựng năm 1934. Công trình được thiết kế theo hình thức kiến trúc kết hợp, có thể tìm thấy những nét kiến trúc cổ điển xen lẫn những nét kiến trúc hiện đại. Khối nhà lớp học được thiết kế hai tầng, tổ hợp theo kiểu hành lang bên, nằm trải dài song song với đường Huyền Trân Công Chúa. Ngoài mặt tiền, khối nhà chính giữa nhô ra với mái đón tạo lối vào chính, phía trên trang trí một chi tiết kiểu trán tường hình tam giác với dòng chữ đắp nổi "N.D du Lang Bian", tức Notre Dame du Lang Bian, một tên gọi khác của trường. Tường ngoài tầng trệt của một khối được ốp đá với những cửa sổ hình cung gãy, các tầng trên có tường xây gạch và cửa sổ ô vuông. Sự kết hợp giữa nét thô giáp bên dưới và vẻ tinh tế phía trên này là một đặc trưng của kiến trúc Phục Hưng. Phòng chờ ở sảnh chính rộng khoảng 30 mét vuông, có bậc cấp và hành lang dẫn vào phía trong, hàng lang sau đi vào lớp, nhà ngủ và nhà ăn. Phía sau bố trí nhà ở của các nữ tu, giáo viên và nhà hiệu trưởng. Công trình bám theo dáng địa hình, vì vậy có sự giật cấp, tạo ra các không gian phong phú và sinh động. Phía trái cạnh trường còn có một nhà nguyện dành cho khoảng 200 người, kiến trúc theo kiểu Ogival, có một lầu chuông nhỏ, mặt bằng hình chữ nhật. Trước đây, Couvent des Oiseaux là một ngôi trường dành cho con gái những gia đình giàu có không chỉ ở Việt Nam mà cả Liên bang Đông Dương.
Năm 1957, Viện Đại học Đà Lạt được thành lập với cơ sở là Trường Thiếu sinh quân cũ, nằm trên một vùng đất rộng lớn phía bắc thành phố. Trong chương trình chỉnh trang, kiến trúc sư Nguyễn Mỹ Lộc đã dựa trên quan niệm mới về thiết kế trường đại học của Hoa Kỳ, bố trí các công trình chức năng nằm phân tán trong không gian xanh yên tĩnh, kết nối bởi những con đường đầy bóng mát. Hơn 40 công trình, đa số theo kiến trúc mới với mặt tường ốp đá, tạo nên một quần thể kiến trúc rộng lớn, nổi bật bởi nguyện đường Năng Tĩnh với tháp chuông hình khối tam giác vững chãi cao 38 mét. Sau năm 1975, Trường Đại học Đà Lạt ra đời dựa trên cơ sở Viện Đại học cũ, giữ vai trò một Trường Đại học Tổng hợp của vùng Tây Nguyên và Nam Trung Bộ. Với nhu cầu mở rộng. những giảng đường, thư viện và nhà thể thao tiếp tục mọc lên trong những thập niên gần đây. Một vài công trình trong số này mang hình thức kiến trúc hoàn toàn khác biệt so với những kiến trúc cũ đã hiện hữu, vì vậy đã tạo nên hiện tượng tổng thể bị chia cắt đột ngột. Tuy vậy, Đại học Đà Lạt vẫn được xem như một trong những trường đại học đẹp ở Việt Nam với cảnh quan kiến trúc mang nét đặc trưng riêng của thành phố. Cũng dưới thời Đệ Nhất Cộng hòa Việt Nam, Giáo hoàng Học viện Pio X được xây dựng vào hoàn thành năm 1957, trở thành nơi đào tạo linh mục cho toàn miền Nam thời kỳ đó. Khác với Viện Đại học Đà Lạt, Giáo hoàng Học viện nằm gần trung tâm thành phố, trên một diện tích không quá lớn, và là nơi sinh hoạt và học tập của hàng trăm người. Kiến trúc sư Tô Công Văn đã giải quyết bài toán bằng những khối nhà bốn tầng bố trí giật cấp theo địa hình sườn đồi và các phần phụ tận dụng khéo léo ở tầng hầm. Toàn bộ diện tích còn lại, hơn 80% là công viên cây xanh, sân thể thao, đường giao thông và đường đi dạo. Ngày nay, công trình này là Trung tâm Đào tạo của Viện Nghiên cứu hạt nhân Đà Lạt, nằm ở Số 13, đường Đinh Tiên Hoàng.

### Kiến trúc khách sạn

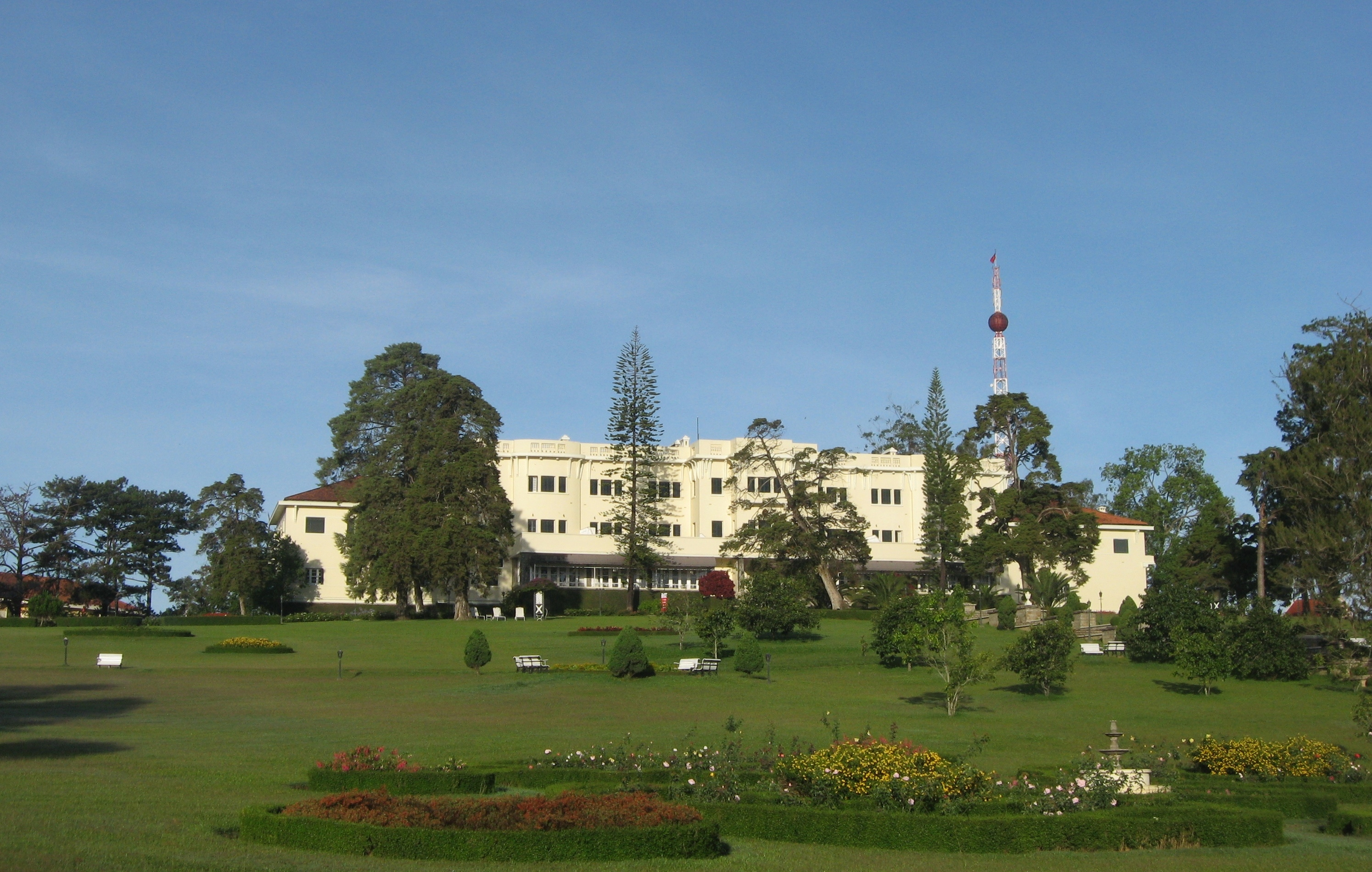
Khách sạn Dalat Palace, xây dựng năm 1916 và khánh thành năm 1922, một trong những công trình kiến trúc quy mô đầu tiên của Đà Lạt.

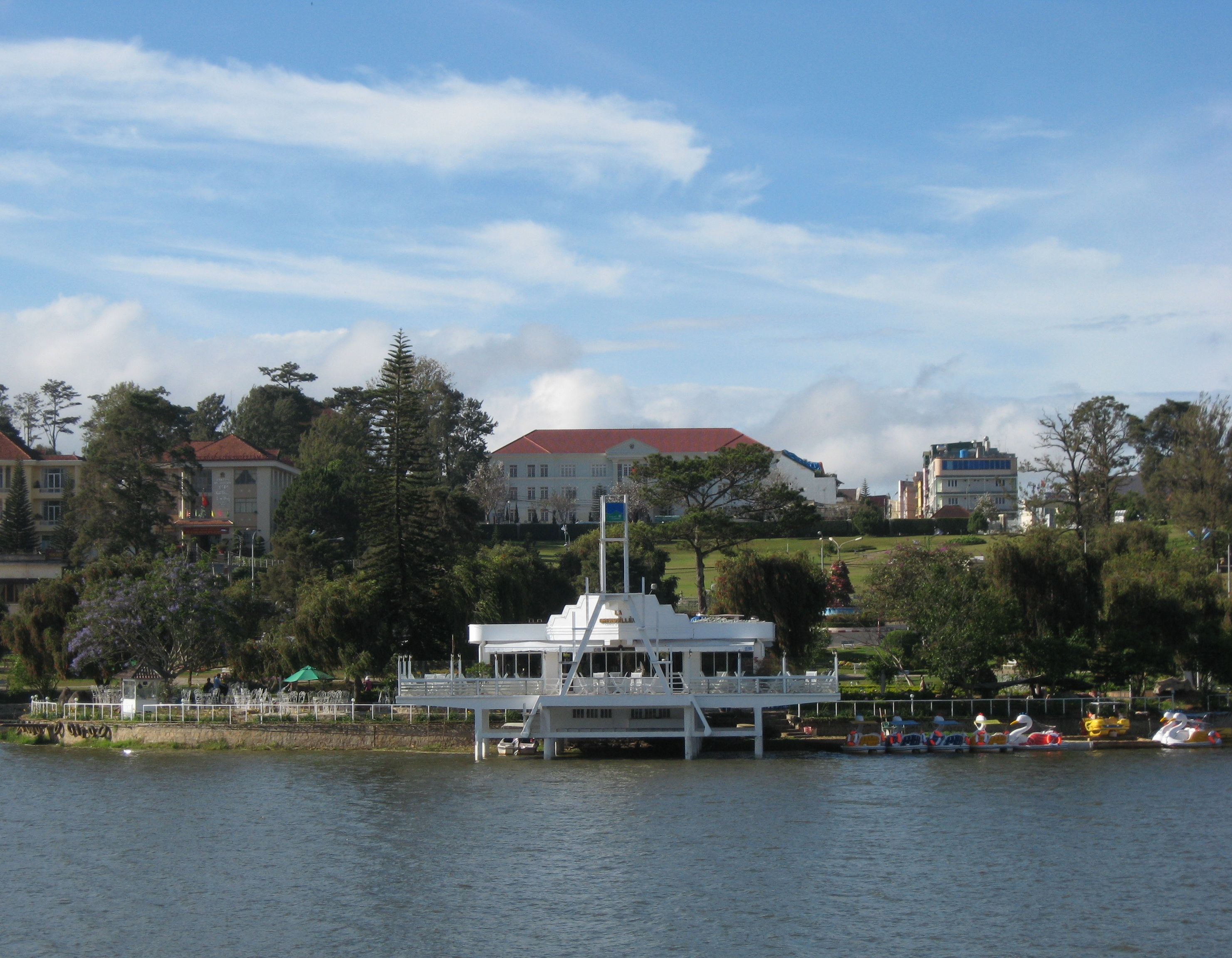
Nhà hàng Thủy Tạ bên bờ hồ Xuân Hương

Khách sạn đầu tiên của Đà Lạt được xây dựng vào năm 1907, khi đó chỉ là một ngôi nhà gỗ đơn giản mang tên Sala, về sau đổi thành Hôtel du Lac, tức Khách sạn bên hồ, khi hồ Xuân Hương được tạo lập vào năm 1919. Cùng với thời gian, công trình này đã biến mất và vị trí đó ngày nay được thay thế bởi khách sạn Hàng Không nằm bên đường Hồ Tùng Mậu. Năm 1916, với ý định trang bị cho thành phố một nơi đón tiếp du khách sang trọng và đầy đủ tiện nghi, Toàn quyền Ernest Roume cho xây dựng một đại khách sạn và Langbian Palace đã ra đời và được khai trương vào năm 1922. Khách sạn, ngày nay mang tên Dalat Palace, chiếm trọn một quả đồi bên hồ Xuân Hương, khuôn viên rộng hơn 40 hecta với những vườn hoa, thảm cỏ, rừng thông. Dễ dàng nhận thấy công trình có lợi thế rất lớn về vị trí, nằm trong một khu vực được quy hoạch cho riêng mình, nhìn xuống nhà Thủy Tạ, hồ Xuân Hương, đồi Cù và phía xa là dãy núi Lang Biang xanh thẫm. Một hệ thống bậc thang trải dài theo sườn đồi từ phía hồ Xuân Hương lên tới tận lối vào chính khiến công trình thêm phần uy nghi và duyên dáng. Khách sạn Dalat Palace mang hình thức kiến trúc hiện đại kết hợp trường phái cổ điển, gồm 3 tầng và phần tầng trệt nhô cao hơn mặt sân để tạo thêm một tầng hầm và lối vào với những bậc thang sang trọng. Công trình có mặt ngoài đối xứng hoàn hảo, phát triển theo chiều dài, trong đó khối chính giữa nhô cao 3 tầng với hệ mái bằng, hai khối hai bên thấp hơn và mái lợp ngói. Những yếu tố hiện đại của mặt bằng lại được đặt trong hệ kết cấu bao che với những trang trí theo hình thức cổ điển. Mặt đứng được tô điểm bởi nhiều họa tiết trang trí trau chuốt trên khung cửa sổ, đặc biệt là phần sát mái. Khác với các khách sạn khác, Dalat Palace không có hệ thống ban công hay lô gia như vẫn thường gặp ở kiến trúc khách sạn. Công trình kiến trúc nổi tiếng này không chỉ là một khách sạn sang trọng mà còn là một địa điểm gắn liền với nhiều sự kiện lịch sử, nơi Hoàng đế Bảo Đại lần đầu gặp Hoàng hậu Nam Phương, cũng là nơi đoàn đại biểu Chính phủ Việt Nam từng lưu lại trong thời gian Hội nghị Đà Lạt năm 1946.
Nằm trên đường Trần Phú, không xa Dalat Palace, khách sạn Dalat Hotel Du Parc được xây dựng vào năm 1922 theo phong cách kiến trúc hiện đại. Công trình gồm bốn tầng, lợp mái đỏ, nằm dọc theo con phố. Mặt bằng khách sạn có bố cục hợp khối hình chữ nhật, theo kiểu thức bố trí khách sạn kinh điển: hành lang ở giữa, hai dãy phòng hai bên hưởng đầy đủ ánh sáng và khí trời. Một trục đối xứng vuông góc với sảnh chính, hai khối hai đầu hồi có kích thước mở rộng hơn. Không gian chính giữa của tầng trệt là đại sảnh có sa lông thư giãn tiếp khách. Những tầng trên, các phòng khách sạn nằm hai bên một hành lang giữa, đặc biệt mỗi phòng đều có một phòng đệm, tạo không gian chuyển tiếp đổi hướng tránh tầm nhìn trực tiếp vào giường ngủ. Mặt đứng khách sạn được trang trí bởi những đường nét mạnh mẽ và vuông vức. Giống như Dalat Palace, khách sạn Hotel Du Parc không có hệ thống ban công. Phía trên tầng trệt, một hệ thống diềm mái lợp ngói đỏ nhô ra, thay thế cho các ô văng cửa sổ. Chi tiết này là một hình thức kiến trúc dân gian Việt Nam đã được đưa vào công trình. Khách sạn Du lịch Công đoàn nằm bên đường Yersin, trên một ngọn đồi cạnh hồ Xuân Hương có diện tích hơn 15 hecta. Khác với Dalat Palace hay Dalat Hotel Du Parc, công trình này vốn là biệt thự của bác sĩ Lemoine xây dựng từ năm 1936, về sau trở thành một dưỡng đường tư. Kiến trúc tòa nhà mang dáng dấp của vùng Bretagne với hệ thống mái ngói đỏ dốc và các khối tường đầu hồi tam giác vững chãi và mạnh mẽ. Khá giống với Dalat Palace, Khách sạn Du lịch Công đoàn cũng được đặt trong một khuôn viên rộng nhiều cây xanh với tầm nhìn xuống hồ Xuân Hương, nhưng về hướng trung tâm thành phố.

### Kiến trúc dinh thự
Trong những công trình kiến trúc tại Đà Lạt, có ba dinh thự lớn nằm trên ba ngọn đồi phía nam thành phố, được xây dựng trong khoảng thập niên 1920 và 1930, vốn dành cho những nhân vật đặc biệt quyền lực hoặc giàu có. Mỗi dinh thự là một quần thể kiến trúc với tòa nhà chính đồ sộ, ngự trị trên điểm cao nhất, khuôn viên rộng lớn bao trùm cả ngọn đồi cùng với những vườn hoa, bồn nước, lối đi dạo... Tuy chịu ảnh hưởng bởi những hình thức kiến trúc khác nhau, nhưng các công trình này đều hòa hợp với thiên nhiên và trở thành điểm nhấn trong bức tranh cảnh quan thành phố.
Dinh I tọa lạc trên một ngọn đồi cao 1.550 mét bên đường Trần Quang Diệu, có rừng thông bao quanh. Tòa nhà được triệu phú người Pháp Robert Clément Bourgery xây dựng giữa thập niên 1920, sau đó được Hoàng đế Bảo Đại mua lại vào năm 1949 và sửa sang lại. Đến năm 1956, nơi đây trở thành dinh thự dành riêng cho Tổng thống Ngô Đình Diệm, tiếp tục được tu sửa và trang bị thêm một đường hầm thoát hiểm. Sau năm 1975, tòa nhà được sử dụng làm nhà khách trung ương rồi giao lại cho công ty DRI khai thác. Dinh I nằm giữa một rừng thông xanh, lối vào trải nhựa với hai hàng cây tràm thân trắng hai bên. Cuối con đường, một đảo hoa hình ô van chia lối đi làm hai ngả và gặp lại nơi sảnh đón chính của công trình. Dinh được xây dựng kiên cố, gồm một tầng hầm, một tầng trệt và một tầng lầu, trong đó nửa dưới của tầng trệt xây bằng đá chẻ. Nhìn mặt ngoài, công trình ấn tượng nhờ mái ngói đỏ, tường sơn vàng và những cửa sổ gỗ màu xanh. Ở tầng trệt, các cửa sổ với vòm cung tròn đem lại cho tòa nhà một nét cổ điển, riêng cửa chính tuy cũng dạng vòm cung nhưng lại được kết hợp cùng một mái đón bằng ngang. Phía tầng trên, các cửa sổ cao rộng vuông vức, phần mái cũng có cửa sổ, bẻ góc ở đuôi và trang trí một vài ống khói. Mặt bằng công trình được bố cục đối xứng với lối vào chính giữa, hệ thống cầu thang và hành lang mở ra hai bên. Tầng trệt bao gồm một sảnh lớn, phòng tiếp khách, phòng họp... còn lầu trên, các phòng ngủ bao quanh một hành lang giữa. Chung quanh công trình chính còn một vài hạng mục kiến trúc khác như nhà dành cho ngự lâm quân, nhân viên phục vụ và một hệ thống sân vườn, đài phun nước, lối đi dạo... tạo thành một quần thể kiến trúc đẹp, sang trọng và hoàn chỉnh.
Khác với hình thức kiến trúc tân cổ điển của Dinh I, Dinh II và Dinh III chịu ảnh hưởng của trào lưu cách tân kiến trúc ở châu Âu thập niên 1920 và thập niên 1930. Kiến trúc lúc này bắt đầu phi đối xứng và đi vào yếu tố hình khối, bố cục tự do. Dinh II và Dinh III là những công trình tương đối đồ sộ với mái bằng, nhiều hình khối, bố cục cân đối. Không gian kiến trúc bên trong và bên ngoài hòa lẫn vào nhau qua các lối đi, những cửa sổ kính khung thép hay các sân vườn có cột trụ bao quanh để tạo thành những không gian chuyển tiếp. Dinh II, hay còn gọi là Dinh Toàn quyền, là dinh thự mùa hè của Toàn quyền Jean Decoux, được xây dựng từ năm 1933 đến năm 1937. Công trình như một tòa lâu đài nhỏ với 25 phòng bài trí sang trọng, nằm trên đồi thông cạnh đường Trần Hưng Đạo, nhìn xuống hồ Xuân Hương. Sự cách tân kiến trúc thể hiện ở các mái bằng đồ sộ, bố cục hình khối lớn theo dạng cân bằng không đối xứng. Mặt bằng cũng mặt đứng của công trình đều được giải phóng khỏi thế đối xứng nghiêm nghị của trường phái cổ điển, đi vào khai thác các bố cục hình khối tự do. Công trình có công năng hỗn hợp, vừa là nơi ở, cũng là nơi tiếp khách và làm việc, nên mặt bằng được bố trí khá hiện đại. Ở tầng trệt, các phòng làm việc, phòng tiếp khách gắn liền với những tiểu kiến trúc công viên, còn tất cả các phòng ngủ được nhóm lại xung quanh một đại sảnh. Phía cuối sảnh, một cầu thang lớn dẫn đến các phòng có bố cục rất hợp lý với đầy đủ tiện nghi được sắp xếp hài hòa. Toàn bộ tầng lầu được dành riêng cho sinh hoạt gia đình. Mái hiên lối vào chính có hình vòng cung, đồng thời giữ chức năng sân trời cho tầng hai. Mặt đứng công trình đơn giản với những mảng, hình khối lồi lõm một cách linh động, các đầu máng xối cong mang lại nét đặc trưng của trào lưu hiện đại. Đặc biệt, Dinh II sử dụng vật liệu đá rửa màu sáng để phủ tường ngoài và các bộ phận vốn chất liệu gỗ thì được thay thế bằng kim loại mang từ Pháp. Bên phải công trình gắp với một khoảng sân lộ thiên có đặt đài phun nước, có tượng thần Vệ Nữ sơn nhũ vàng. Giống như Dinh I, sau năm 1975, Dinh II trở thành nhà khách trung ương và hiện nay giữ vai trò nhà khách của Ủy ban nhân dân tỉnh Lâm Đồng.
Dinh III là biệt điện của Hoàng đế Bảo Đại, vị quân vương cuối cùng của chế độ phong kiến Việt Nam. Công trình nằm trên một ngọn đồi cao 1.539 mét bên đường Triệu Việt Vương, vị trí mà kiến trúc sư Ernest Hébrard khi quy hoạch thành phố dự định dành cho Dinh Toàn quyền. Dinh III, cũng thường được gọi Dinh Bảo Đại, xây dựng trong khoảng từ năm 1933 đến năm 1938, do hai kiến trúc sư Paul Veysseyre và Huỳnh Tấn Phát thiết kế. Về hình thức kiến trúc, Dinh III có nhiều nét tương đồng với Dinh II, đều chịu ảnh hưởng bởi trào lưu cách tân kiến trúc ở châu Âu. Công trình đồ sộ với hệ thống mái bằng, các mảng - khối được bố cục cân đối. Phía trước sảnh chính cũng có một mái hiên hình vòng cung vươn ra đón khách khi xe đỗ. Tầng trệt được bố trí phòng khách, các phòng làm việc, văn phòng của vua Bảo Đại, thư viện, các phòng giải trí và một phòng ăn lớn. Tầng lầu được dành toàn bộ cho sinh hoạt gia đình với các phòng ngủ của vua Bảo Đại, hoàng hậu Nam Phương, các công chúa và hoàng tử cùng những phòng sinh hoạt. Một sân thượng mang tên Vọng Nguyệt Lâu nối với phòng ngủ của vua Bảo Đại được sử dụng làm nơi ngoạn cảnh. Bên cạnh dinh, phía cổng vào có một vườn hoa nhỏ theo kiểu vườn hoa ở các cung điện Pháp, bố cục theo hình kỷ hà. Khác với Dinh I và Dinh II, Dinh III ngày nay trở thành địa điểm du lịch, mở cửa đón du khách tới thăm.

### Kiến trúc biệt thự

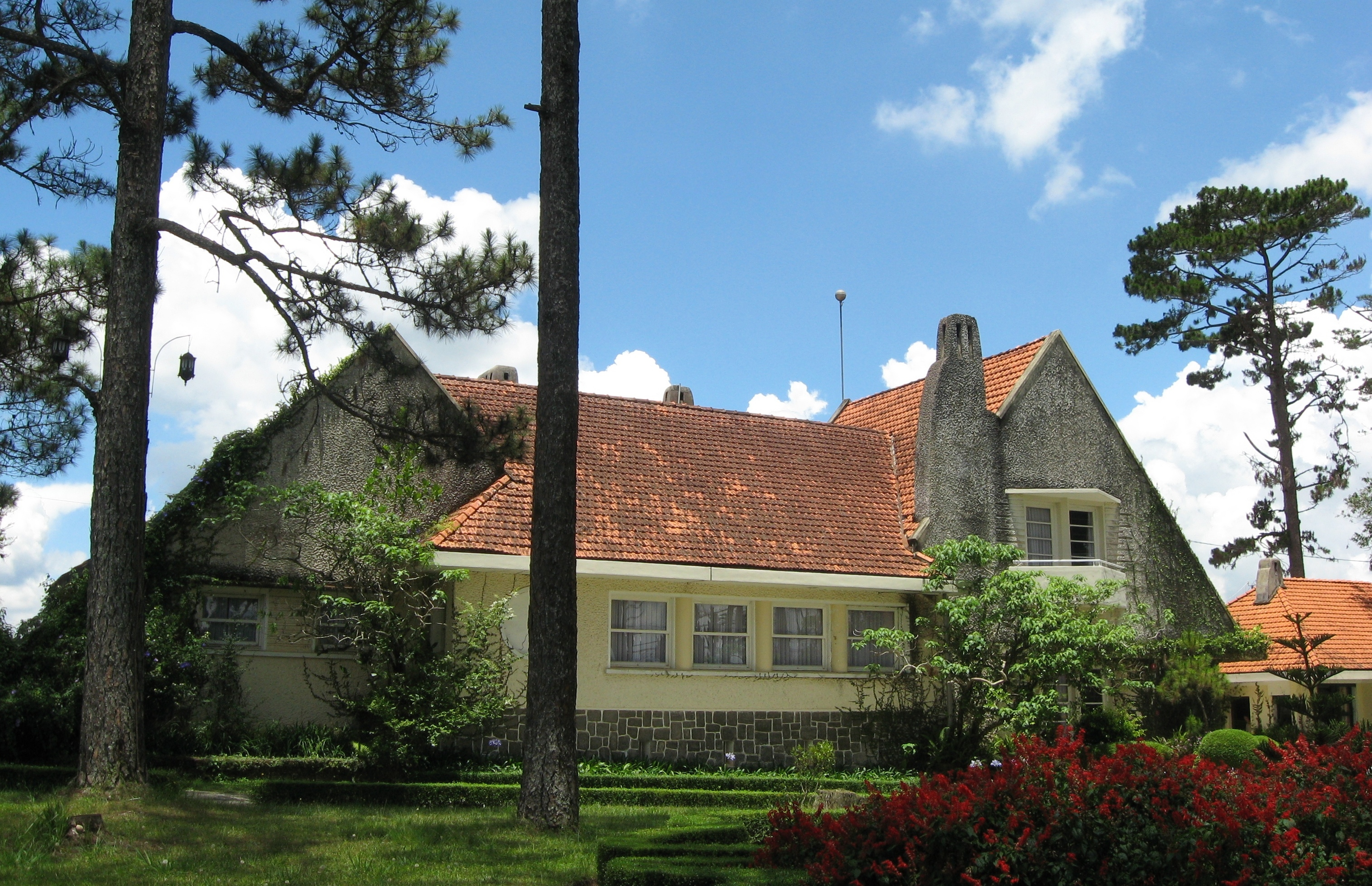
Biệt thự số 16 Trần Hưng Đạo, còn mang tên biệt thự Hoa hồng, một hình thức hiện đại hóa kiến trúc Bretagne.

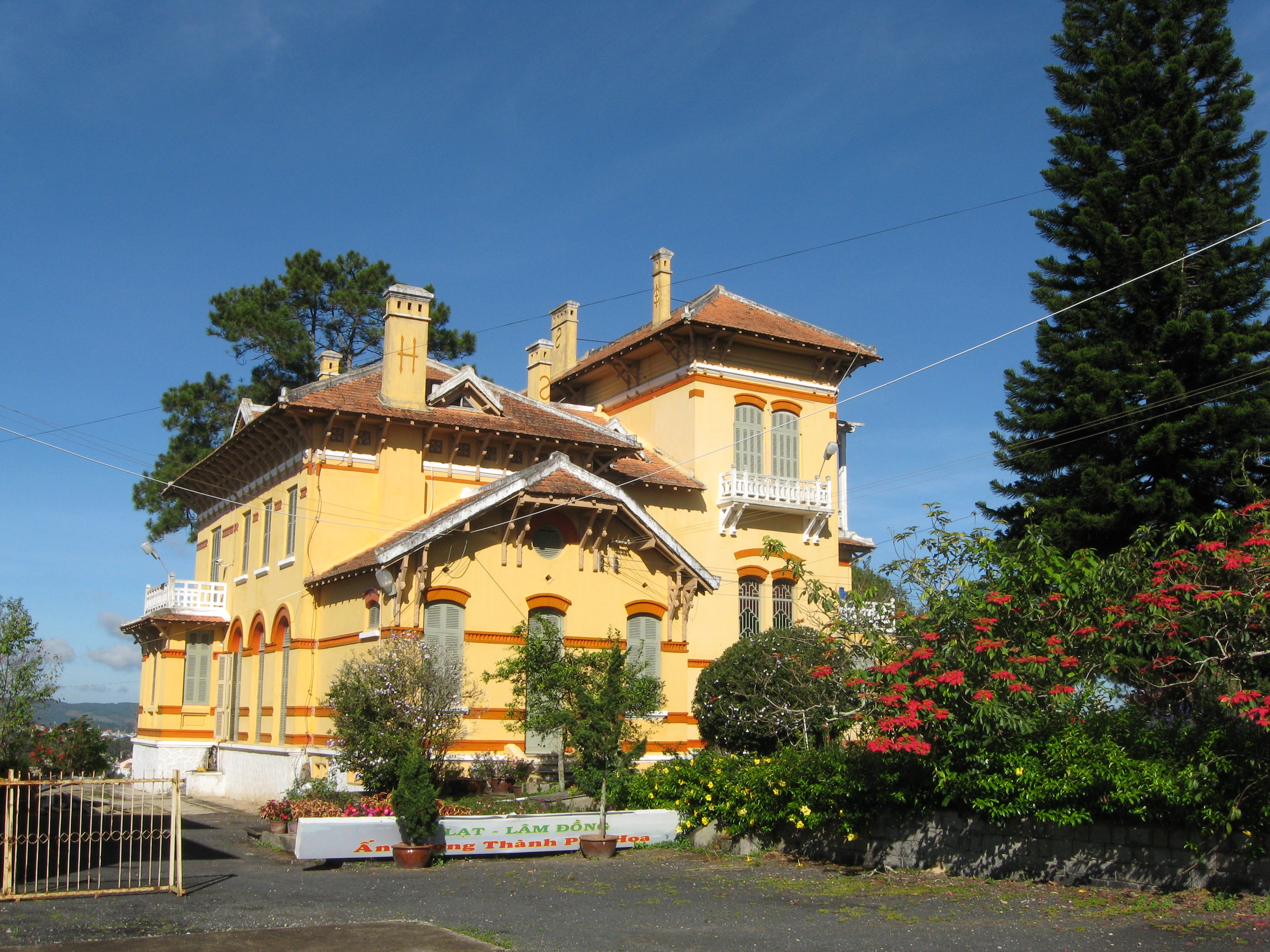
Biệt thự Nguyễn Hữu Hào, nay thuộc về Bảo tàng Lâm Đồng

Bên cạnh các công trình kiến trúc lớn, hệ thống biệt thự ở Đà Lạt cũng góp phần quan trọng trong việc làm phong phú cảnh quan kiến trúc và tạo nên một trong những nét đặc trưng hấp dẫn của thành phố. Các ngôi biệt thự ở đây được dựng lên với những kiểu dáng vô cùng đa dạng, nhưng tổng thể vẫn giữ được tính thống nhất và hài hòa với thiên nhiên. Những ngôi biệt thự xây dựng từ năm 1940 trở về trước hầu hết đều do người Pháp thiết kế. Từ sau năm 1940, cùng với các kiến trúc sư người Pháp, một số kiến trúc sư người Việt được đào tạo ở Trường Cao đẳng Mỹ thuật Đông Dương cũng tham gia thiết kế xây dựng nhiều công trình. Để bảo vệ cảnh quan thành phố, các kiến trúc sư người Pháp đã đưa ra những nguyên tắc chung cho việc thiết kế và xây dựng biệt thự. Các ngôi biệt thự được xây dựng bám theo dạng địa hình, nằm trên những đường đồng mức, có khuôn viên cây xanh, có tầm nhìn đẹp và không được quá gần nhau. Để tránh phá vỡ cảnh quan, số tầng của biệt thự được quy định không quá ba tầng, kể cả tầng trệt. Trong các đồ án quy hoạch thành phố trước đây, những khu đất phân lô dành cho biệt thự luôn được quy định rõ. Tất cả các công trình xây dựng đều phải do kiến trúc sư thiết kế và chịu trách nhiệm về thẩm mỹ. Mọi dự án xây dựng đều phải trải qua sự xét duyệt của phòng quy hoạch đô thị thuộc Sở Công chánh. Những tòa biệt thự có diện tích phân lô hơn 1.500 mét vuông dành cho tầng lớp thượng lưu ngày nay có thể tìm thấy trên các con đường Trần Hưng Đạo, Lê Hồng Phong, Lê Lai hay Nguyễn Du. Hầu hết các biệt thự này nằm xa trục đường chính và được bố trí cách nhau từ vài chục tới vài trăm mét. Những biệt thự hạng trung bình có diện tích phân lô nhỏ hơn 1.000 mét vuông và các ngôi nhà biệt lập có sân vườn được dành cho tầng lớp trung lưu và công chức, phổ biến tại trung tâm thành phố, trên các con đường như Hai Bà Trưng, Hoàng Diệu, Trần Bình Trọng, Yết Kiêu hay Bùi Thị Xuân.
Về hình thức kiến trúc, các biệt thự xây dựng trước năm 1954 chịu nhiều ảnh hưởng của kiến trúc địa phương Pháp. Những chủ nhân người Pháp sống xa quê hương đã xây dựng những ngôi nhà này để gợi lại hình bóng quê hương của họ. Tuy vậy, các hình thức kiến trúc địa phương Pháp du nhập vào Đà Lạt được thể hiện dưới nhiều hình thức: một số theo nguyên mẫu, một số khác thay đổi để phù hợp với khí hậu địa phương, và một số kết hợp với kiến trúc Việt Nam tạo nên một hình thức kiến trúc mới. Những ngôi biệt thự kiến trúc miền Bắc nước Pháp xuất hiện rất nhiều tại Đà Lạt, hầu hết dưới dạng nguyên mẫu bởi khí hậu thành phố có nhiều điểm tương đồng khí hậu miền Bắc nước Pháp. Nếu phân loại cụ thể, có thể thấy các biệt thự của Đà Lạt mang năm phong cách kiến trúc chủ yếu: kiến trúc vùng Normandie, kiến trúc vùng Bretagne, kiến trúc vùng Provence, kiến trúc xứ Basque và kiến trúc vùng Savoie.

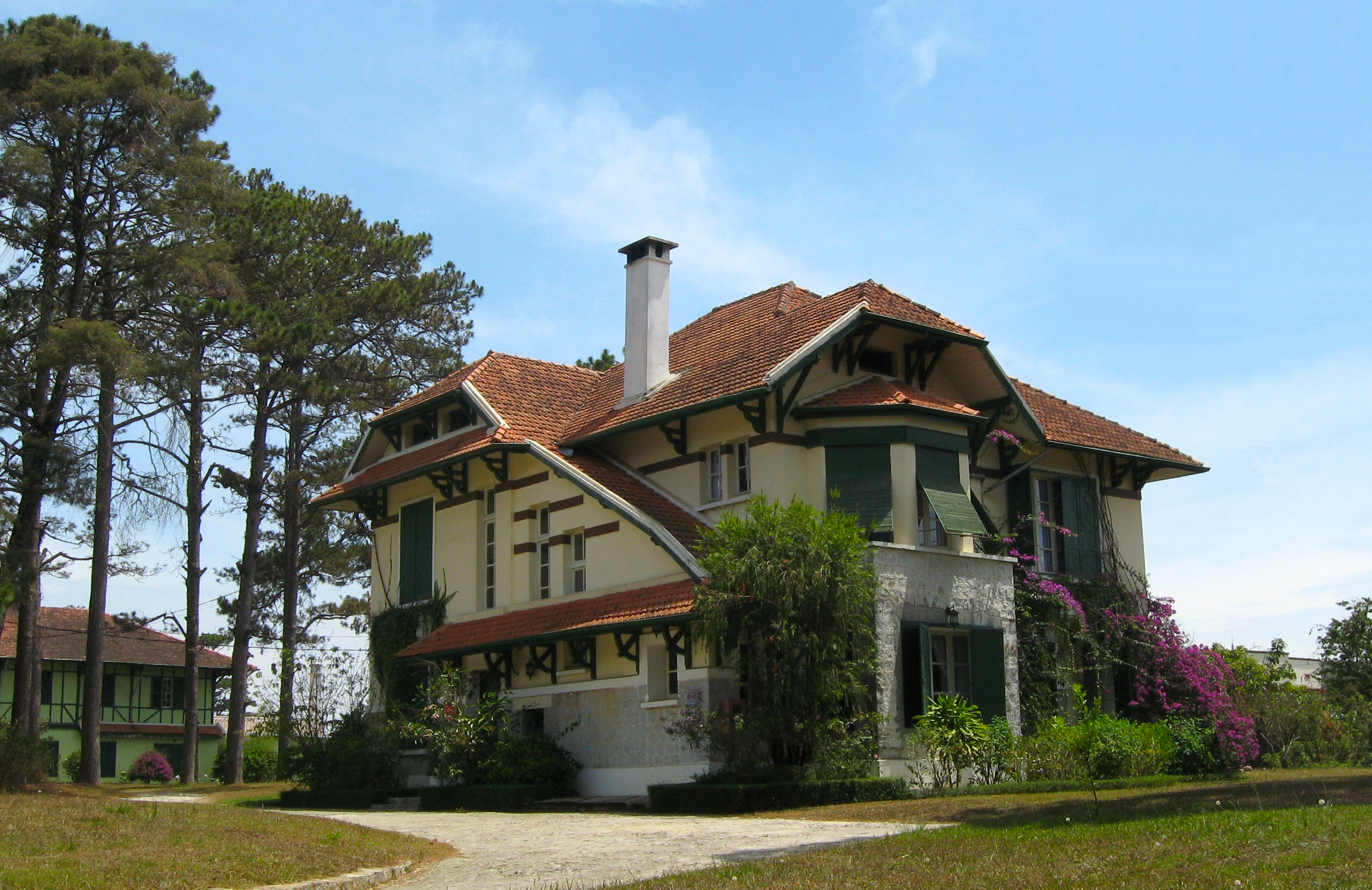
Biệt thự số 20 đường Trần Hưng Đạo, mang phong cách Normandie, một ví dụ điển hình cho kiến trúc biệt thự của Đà Lạt.

Những biệt thự phong cách kiến trúc Normandie có một hoặc hai tầng, khung sườn nhà bằng gỗ tốt, xây chèn gạch, phần tường dưới bệ cửa sổ đôi khi được xây bằng đá chẻ hoặc bằng gạch nhỏ để trần không tô trát. Khung sườn ngôi nhà có tỷ lệ cân xứng dựa trên mặt bằng hình chữ nhật đơn giản. Các biệt thự này thường có hai hoặc bốn mái, các mái được lợp ngói phẳng cỡ nhỏ, độ dốc lớn và bẻ góc, trang trí bởi cửa số mái hình tam giác. Những nét đặc trưng của phong cách kiến trúc Normandie có thể thấy ở những biệt thự số 22 đường Nguyễn Viết Xuân hay số 14, 18 và 20 đường Trần Hưng Đạo. Các biệt thự kiến trúc vùng Bretagne thường có hình khối nằm ngang, đầy vững trãi. Vật liệu xây dựng được lấy ở chính địa phương, mái mặt bên sử dụng ngói thạch bản, cửa chính và cửa sổ thường có khung viền chất liệu đá chẻ kích thước lớn. Tường đầu hồi có dạng hình tam giác, che kín bờ mái dốc và thường gắn kết với ống khói lò sưởi. Cửa số mái hình tam giác có nhiệm vụ lấy ánh sáng cho tầng lầu hoặc cho tầng áp mái. Biệt thự số 16 đường Trần Hưng Đạo, còn mang tên biệt thự Hoa hồng, là một hình thức hiện đại hóa kiến trúc vùng Bretagne.
Phong cách kiến trúc vùng Provence chịu ảnh hưởng của kiến trúc Tây Ban Nha và vùng Địa Trung Hải. So với miền Bắc nước Pháp, vùng Provence có khí hậu nóng và ít mưa, vì thế kiểu kiến trúc này khi du nhập vào Đà Lạt đã có nhiều biến đổi để phù hợp với khí hậu địa phương. Các ngôi nhà phong cách Provence thường bố cục nằm ngang, mặt bằng tự do, mái lợp ngói hoặc mái bằng. Ở những ngôi nhà lợp ngói, độ dốc của mái tương đối thoải, sử dụng ngói ống hình máng lợp kiểu âm dương, mái không vươn quá xa và thường được trang trí một hai ống khói. Một trong những ví dụ của kiểu kiến trúc Provence là ngôi biệt thự số 11 đường Lê Hồng Phong. Phong cách kiến trúc vùng Savoie và xứ Basque mang nhiều điểm tương đồng. Các ngôi nhà này có hình thức hai mái, mái vươn xa khỏi tường đầu hồi, và tường đầu hồi được sử dụng làm mặt chính của kiến trúc. Với phong cách xứ Basque, hai mái nhà không đều nhau, mái dài đôi khi gần sát xuống mặt đất. Các mái vươn xa khỏi tường đầu hồi và được nâng đỡ bởi các rầm chìa bằng gỗ. Tường nhà xây gạch, sơn màu nhạt với nhiều cửa sổ nhỏ bằng gỗ màu sơn sẫm. Những biệt thự kiểu Savoie thường xây tầng dưới, tầng trên bằng gỗ có ban công dài suốt mặt tường, mái độ dốc vừa phải và vươn rất rộng trên tường đầu hồi để che chở cho các cửa đi, cửa sổ và cả ban công.
Biệt thự số 20 đường Trần Hưng Đạo là một trong những ví dụ điển hình cho kiến trúc biệt thự tại Đà Lạt. Giống như nhiều ngôi nhà khác cùng con phố, biệt thự số 20 được xây dựng dành cho tầng lớp thượng lưu, có khuôn viên rộng rãi và nằm cách xa đường chính. Công trình chịu ảnh hưởng của kiến trúc Normandie, mang một vẻ đẹp mạnh mẽ và thanh nhã. Chi tiết gây ấn tượng nhất của tòa biệt thự chính là hệ mái khối tích lớn, lợp ngói đất nung. Các sống mái đều được bẻ góc với nhiều kiểu cách đa dạng, một ống khói vươn cao giúp hệ mái có được nét duyên dáng hoàn hảo. Nơi mặt tiền, một phần hệ mái kéo dài theo chiều xiên dốc mái xuống tận diềm mái của tầng trệt, một đặc điểm ít gặp trong phong cách kiến trúc địa phương Pháp. Tường ngoài tầng trệt một phần được xây bằng đá chẻ ốp theo dạng tổ ong. Hệ khung suờn chịu lực bằng bê tông nằm ở tường của tầng hai. Ngôi nhà còn được trang trí bởi rất nhiều cửa sổ và các rầm chìa gỗ màu xanh. Kiểu dáng kiến trúc của công trình mang vẻ đẹp mạnh mẽ, hài hòa và hoàn toàn phù hợp với điều kiện khí hậu lạnh của miền Bắc nước Pháp cũng như của Đà Lạt. Cùng với một số biệt thự khác trên đường Trần Hưng Đạo, biệt thự số 20 được thành phố Đà Lạt giao lại cho khách sạn Dalat Cadasa Resort trùng tu và khai thác, như một trong những nỗ lực trong việc bảo tồn di sản kiến trúc của thành phố.

## Kiến trúc của cư dân bản địa
Giống như các dân tộc khác cư trú trên vùng Tây Nguyên, những người Lạch, người Chil và người Srê thuộc dân tộc Cơ Ho có một loại hình kiến trúc rất đơn giản, gần gũi với thiên nhiên và phù hợp với môi trường sống của họ. Những buôn làng người Lạch thường quần tụ ven bờ suối, dưới chân núi, dọc theo những thung lũng nhỏ hoặc nằm rải rác trên các sườn đồi hẻo lánh. Khu đất lập buôn được khai hoang sạch sẽ, trống trải, chỉ chừa lại những cây lớn. Ở trong buôn, các ngôi nhà được dựng lên tùy tiện, thường không tuân theo một nguyên tắc chung nào. Có những bộ tộc xoay hướng nhà của họ về phía nhà vị già làng hoặc về phía đường lớn hay dòng suối chảy ngang qua. Đặc điểm của buôn người Lạch là không có nhà rông, thay vào đó, nhà của vị già làng sẽ là nơi hội họp, tiếp khách. Những không gian trống còn lại trong làng là nơi sinh hoạt, vui chơi, cũng là nơi thả gà, lợn. Xung quanh buôn làng có hàng rào với cổng vào đơn sơ. Khoảng cách giữa các buôn tùy thuộc vào điều kiện địa hình, địa vật và nơi canh tác của dân cư, thường vào khoảng 2 đến 3 km. Cho đến tận ngày nay, kiến trúc nhà ở của cư dân bản địa Đà Lạt vẫn còn tồn tại hai loại hình mà người Việt thường quen gọi là nhà sàn và nhà đất. Trong đó, loại hình nhà sàn gần đây ít gặp hơn so với kiến trúc nhà đất, đặc biệt ở những vùng ven thành phố hay tại những khu vực mà người dân tộc thiểu số sống xen lẫn với người Việt. Mặc dù vậy, theo nhiều nhà nghiên cứu, nhà sàn vẫn là loại hình tiêu biểu cho kiến trúc truyền thống của các dân tộc thiểu số.
Những ngôi nhà sàn là phản ứng tự nhiên của con người trước hoàn cảnh thiên nhiên, giải pháp tốt nhất về kiến trúc giúp họ có thể sinh sống an toàn, khắc phục những hạn chế về khí hậu ẩm ướt, địa hình làm nhà không bằng phẳng và có thể chống lại sự phá hoại của các loài thú dữ. Những ngôi nhà sàn của người Lạch được phân thành hai loại chính: nhà cho từng hộ gia đình riêng lẻ và nhà dài cho nhiều hộ gia đình trong một gia tộc. Cũng như những người thiểu số khác ở Lâm Đồng, người thiểu số Đà Lạt sử dụng kỹ thuật làm nhà cổ truyền rất đơn giản. Họ sử dụng những vật liệu địa phương như tranh, tre, nứa, lá... làm bộ xương mái và các loại gỗ tốt như cẩm lai, gụ, giổi, trám, đinh hương... để dựng nên khung nhà. Cấu trúc bộ sườn ngôi nhà cũng rất đơn giản, mỗi vì kèo gồm hai cột cái đẽo tròn, chân cột chôn sâu xuống đất khoảng 40 cm, đầu cột được khoét để ôm lấy xà dọc. Về kết cấu sàn, dầm ngang được ốp vào cột cái bằng ngàm khoét vào dầm và cột siết chặt bằng dây mây, cột theo hình chữ thập. Mỗi ngôi nhà có hai cửa đi đặt gần chính giữa hai đầu hồi: cửa trước nhìn ra lối xuyên thôn dành cho khách và đàn ông, còn cửa sau dành cho phụ nữ và người nhà. Hầu hết các ngôi nhà đều không có cửa sổ và bên trong không được ngăn thành từng phòng. Trong những ngôi nhà nhỏ dành cho một hộ gia đình thường có một hoặc hai bếp. Nhưng đối với các ngôi nhà dài dành cho nhiều gia đình, có thể có đến 10 bếp lửa xếp thành dãy ở giữa và dọc theo chiều dài ngôi nhà, mỗi bếp dành cho một hộ gia đình. Khoảng không gian dọc theo mặt vách từ đầu nhà đến cuối ngôi nhà là chỗ ngủ, được chia thành từng ô cho mỗi gia đình. Ngày nay, những nét kiến trúc của cư dân bản địa chỉ còn lại những vết tích đơn giản trong một số ít ngôi nhà ở thôn Manline thuộc Phường 7 hay xã Tà Nung. Những ngôi nhà của người dân tộc thiểu số giờ đây không nhiều khác biệt so với nhà ở của người Việt. Sự biến dạng này phù hợp với quy luật phát triển của xã hội người Thượng nói chung và của người Cơ Ho ở Đà Lạt nói riêng.

## Bảo tồn cảnh quan và di sản kiến trúc

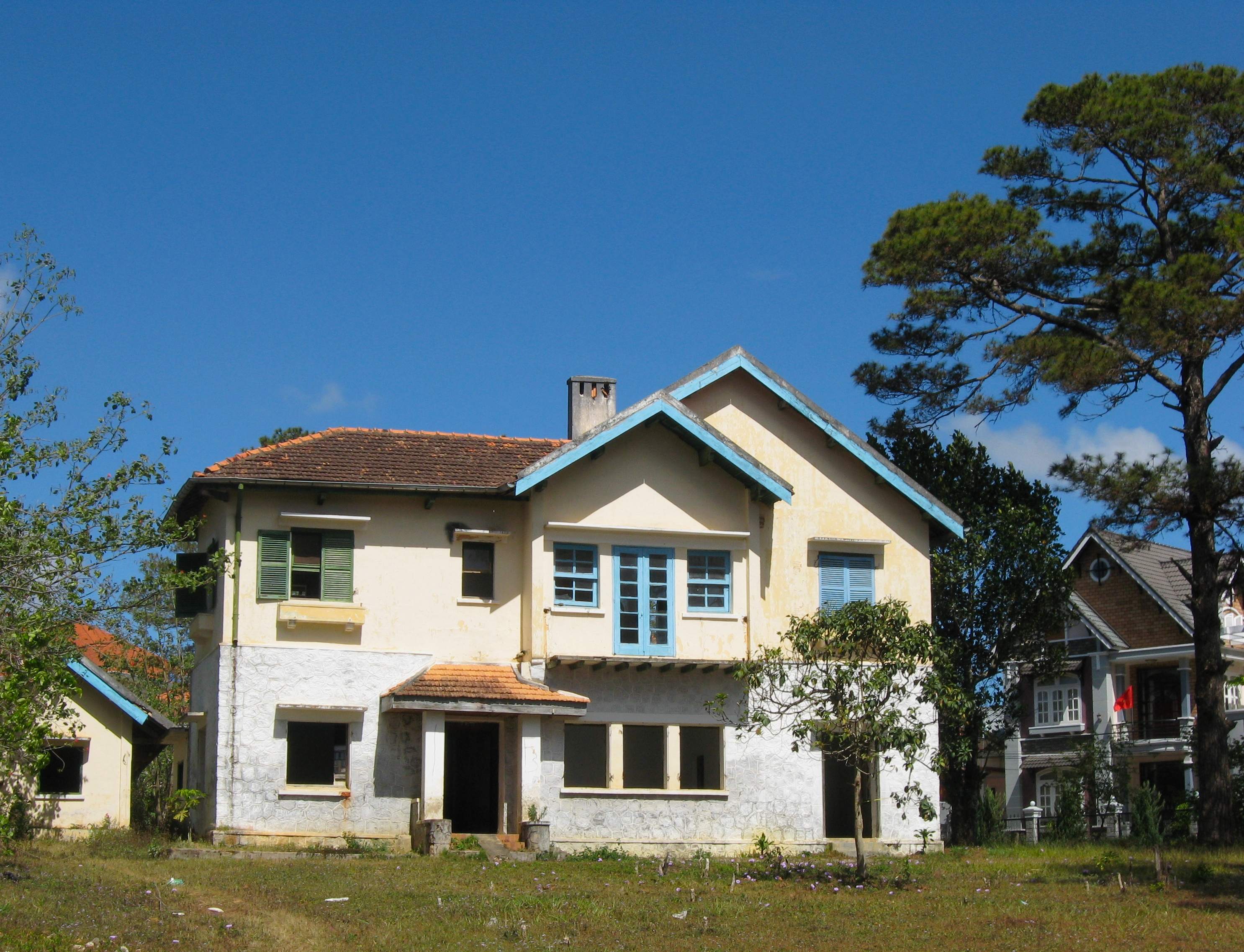
Một ngôi biệt thự bị bỏ hoang trên đường Nguyễn Du. Trong khắp thành phố, rất nhiều những ngôi biệt thự cổ đang bị bỏ hoang hoặc biến thành nhà trọ.

Vấn đề bảo tồn cảnh quan và di sản kiến trúc Đà Lạt đã được nhắc đến từ rất lâu. Trong những đồ án quy hoạch của Hébrard, Pineau, Mondet và Lagisquet, bảo vệ "tầm nhìn toàn cảnh cao nguyên với cảnh quan tuyệt vời" luôn là mối lưu tâm đầu tiên của các kiến trúc sư. Vào cuối thập niên 1960, nhiều học giả bắt đầu lên tiếng cảnh báo về vấn đề môi sinh của Đà Lạt, đặc biệt là tiến trình bồi lắng quá nhanh của hồ Xuân Hương. Cho tới những thập niên gần đây, sự phát triển dân số và quá trình đô thị hóa ồ ạt đã gây nhiều tổn hại tới cảnh quan thiên nhiên cũng như các di sản kiến trúc của thành phố. Nhiều khu rừng nội ô đã bị tàn phá nặng nề, dành diện tích cho các công trình xây dựng hoặc canh tác nông nghiệp. Vào thập niên 1960, diện tích rừng thông của thành phố Đà Lạt khoảng 90 ngàn hecta, nhưng tới năm 1978 con số giảm xuống chỉ còn 30 ngàn, và năm 2010 toàn bộ diện tích thông của Đà Lạt chỉ còn 14 ngàn hecta. Những cánh rừng thông bên cạnh các thắng cảnh, dinh thự như Dinh I, Dinh III, Thung lũng Tình Yêu, đèo Prenn... dần bị thu hẹp. Ngoài ngoại ô, nhiều khu rừng bị đốn hàng loạt để khai thác nhựa hoặc đục thân cây thông lấy ngo dầu. Những dự án xây dựng bên hồ Tuyền Lâm cũng khiến hàng trăm ngàn cây thông nơi đây bị đốn chặt. Việc thu hẹp diện tích rừng và mở rộng diện tích canh tác nông nghiệp đã ảnh hưởng tới các hồ và nguồn nước của Đà Lạt. Hai hồ Vạn Kiếp và Mê Linh ngày nay đã hoàn toàn biến mất, còn những hồ như Than Thở, Dankia trở nên dần cạn, khiến thành phố phải đối mặt với vấn đề thiếu nước sinh hoạt vào mùa khô. Cảnh quan kiến trúc của Đà Lạt cũng bị biến dạng bởi sự phát triển thiếu quy hoạch. Nhiều ngôi nhà ống, nhà hộp mọc lên dày đặc trong khu vực trung tâm và hầu hết kiến trúc nhà ở của người dân chắp vá và không đồng bộ. Bên cạnh đó, những công trình quy mô lớn cũng làm phá vỡ cảnh quan của thành phố. Cho tới năm 2010, Đà Lạt vẫn không có một bản quy hoạch chi tiết, dù đã được quy hoạch chung nhiều lần.
| “                             | [...] nước ta chỉ có Huế và Đà Lạt được gọi là đô thị di sản. Trong khi Huế vẫn giữ được sự thống nhất và bản sắc kiến trúc của xã hội Việt Nam cuối thời kỳ phong kiến thì Đà Lạt đang phai phôi. Đà Lạt phát triển lớn mạnh nhưng sẽ trở thành như bất kỳ thành phố nào ở nước ta, nói khác hơn là Đà Lạt đang đánh mất cái mình đang có. | ” |
| — Kiến trúc sư Hoàng Đạo Kính | |   |

Không ít những di sản kiến trúc của Đà Lạt chịu sự tàn phá của thời gian mà không được bảo tồn chu đáo. Trong khuôn viên Trường Cao đẳng Sư phạm, một biểu tượng của thành phố, hàng trăm người dân sinh sống và xây dựng những ngôi nhà trọ dành cho sinh viên. Tương tự, khuôn viên di tích kiến trúc nhà ga Đà Lạt cũng trở thành bãi tập kết gốm sứ, cây cảnh và là nơi những người nông dân trồng rau bắp cải. Khu lăng tẩm Nguyễn Hữu Hào từng bị bỏ quên một thời gian và trở thành nơi tập trung của những người nghiện ma túy cùng các hoạt động mại dâm. Trên khắp thành phố, nhiều ngôi biệt thự cổ bị bỏ hoang hoặc "chung cư hóa", một vài trong số đó còn bị gọi là những "biệt thự ma". Trong khoảng 1.900 ngôi biệt thự được xây dựng trước năm 1975, một nửa đã được thành phố cho các doanh nghiệp mua hoặc thuê lại để khai thác. Tuy vậy, phần lớn những ngôi biệt thự này vẫn rơi vào tình cảnh bỏ hoang, xuống cấp trầm trọng, còn một số khác nhường chỗ cho những nhà hàng, khách sạn mọc lên. Trong những nỗ lực bảo tồn di sản kiến trúc của Đà Lạt, một số đã tìm được thành công. Những ngôi biệt thự bên đường Trần Hưng Đạo và khu biệt thự Lê Lai được các công ty Cadasa và Ana Mandara trùng tu, giữ nguyên vẹn kiến trúc cũ, đưa vào khai thác và trở thành những khách sạn, khu nghỉ dưỡng cao cấp.